# Biserica Sfinții Trei Ierarhi din Cârligi
Biserica Sfinții Trei Ierarhi este un ansamblu de monumente istorice aflat pe teritoriul satului Cârligi, comuna  Ștefan cel Mare, județul Neamț. Figurează pe lista monumentelor istorice  cod LMI NT-II-a-B-10603.
Ansamblul cuprinde:
- Biserica „Sfinții Trei Ierarhi” (cod LMI NT-II-m-B-10603.01)
- Clopotniță (cod LMI NT-II-m-B-10603.02)

## Istoric și trăsături
Biserica a fost construită din piatră și cărămidă în anul 1660 și refăcută în 1827 de Ioan Cantacuzino, fiul boierului Costache Rosetti. În interior se află lespedea de mormânt a postelnicului Ioan Cantacuzino (d.1830). Biserica din satul Cârligi poartă hramul „Sfinților Trei Ierarhi: Vasile, Grigorie și Ioan”.

## Imagini din exterior

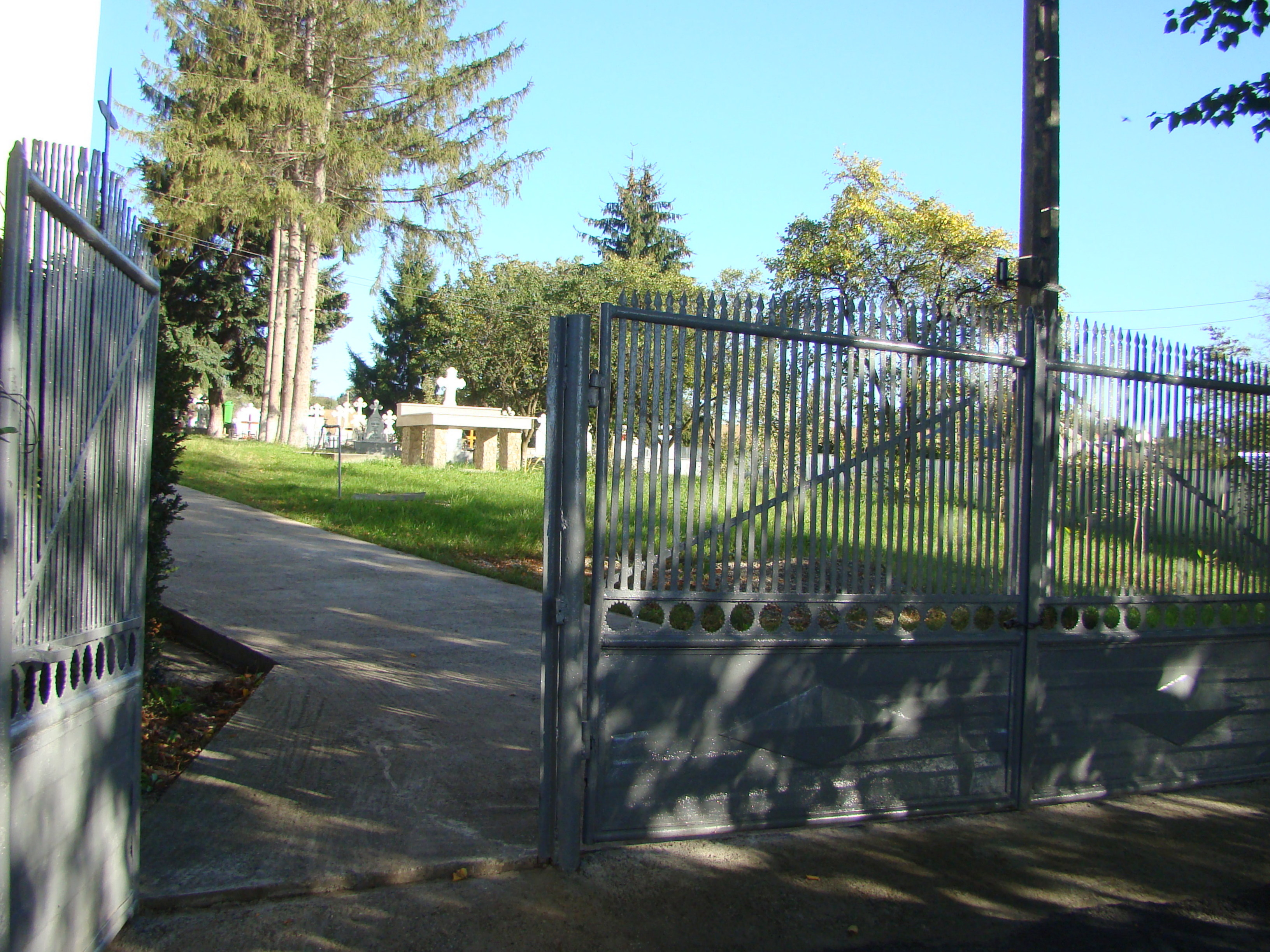
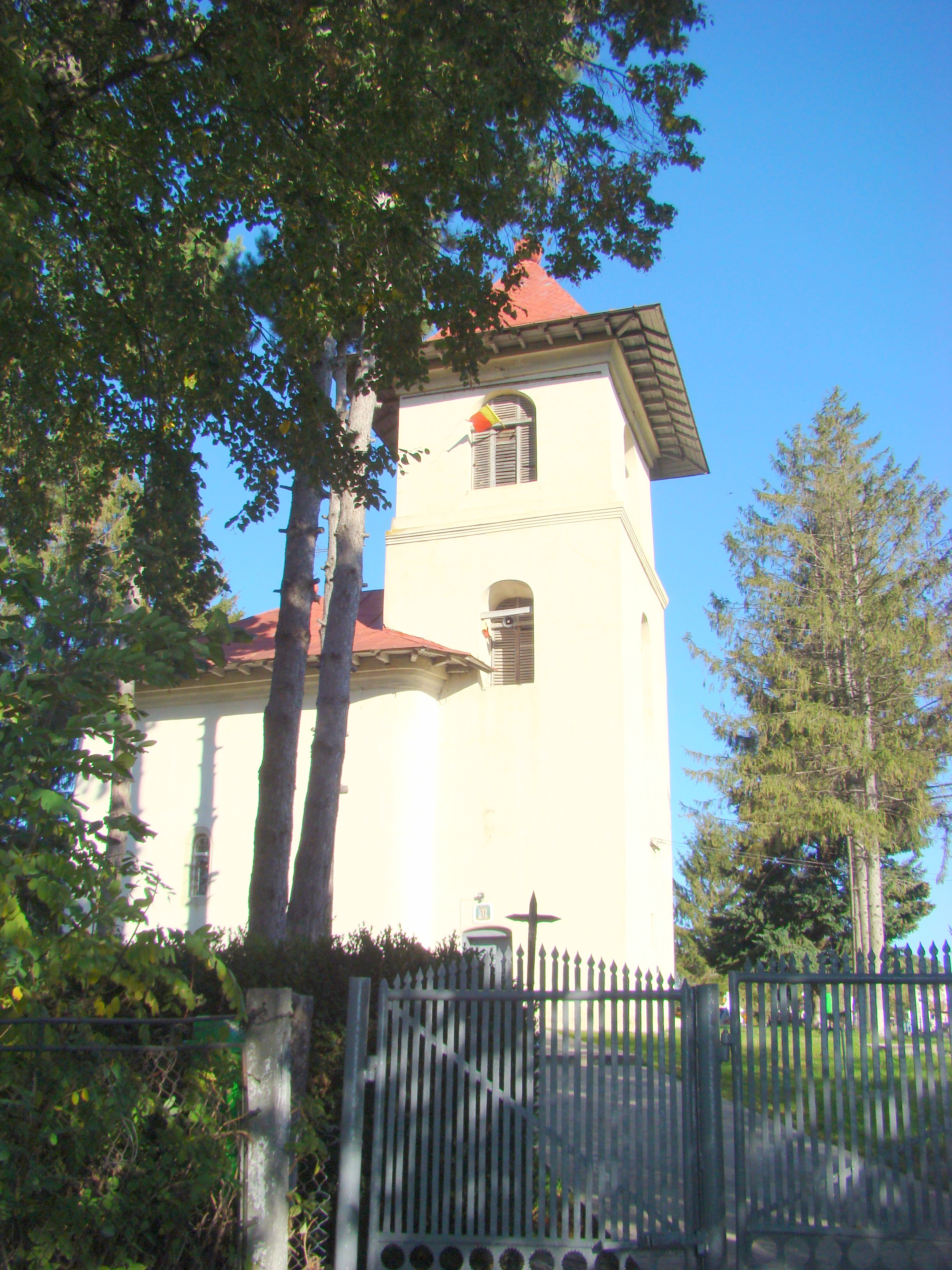
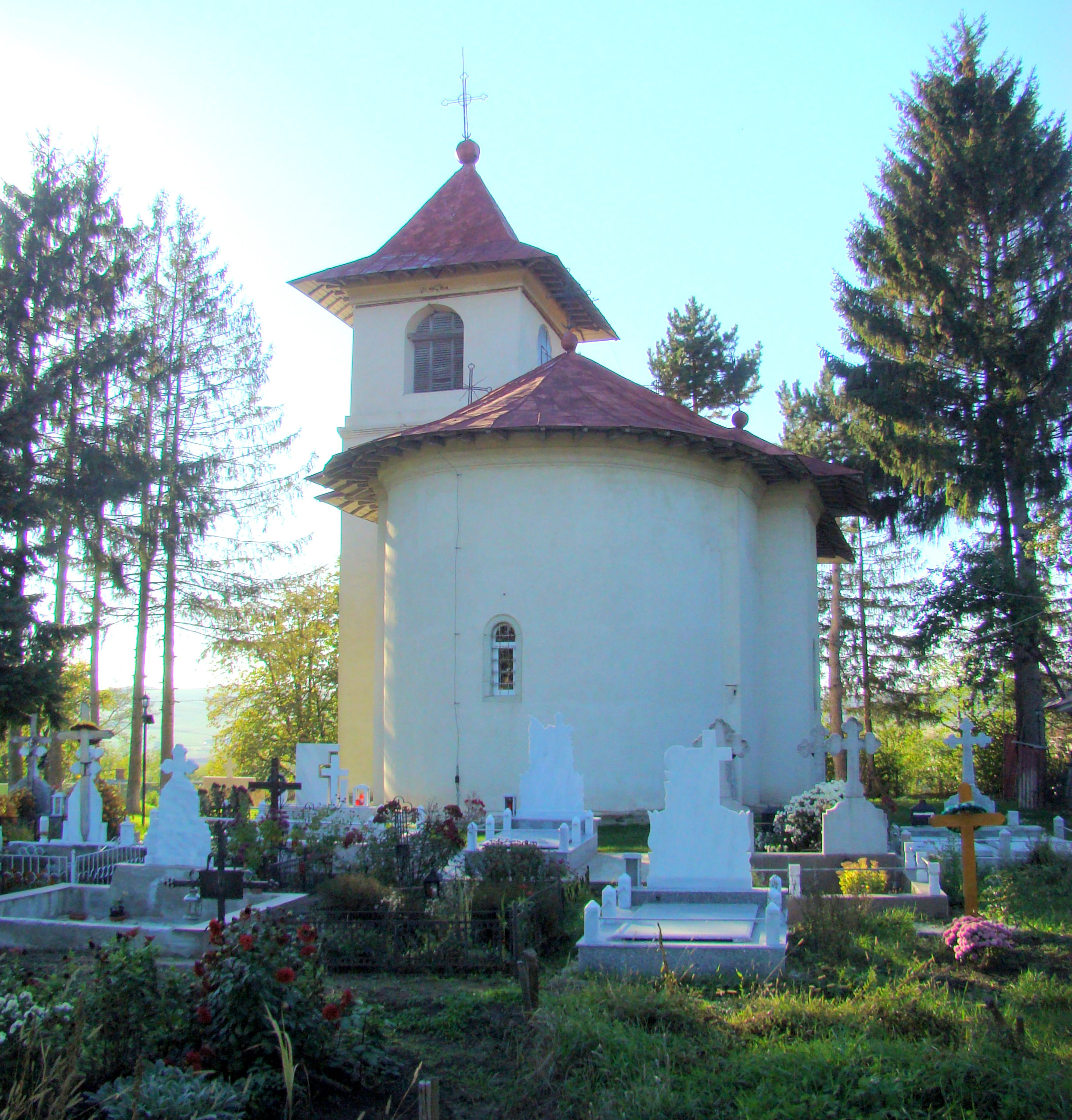
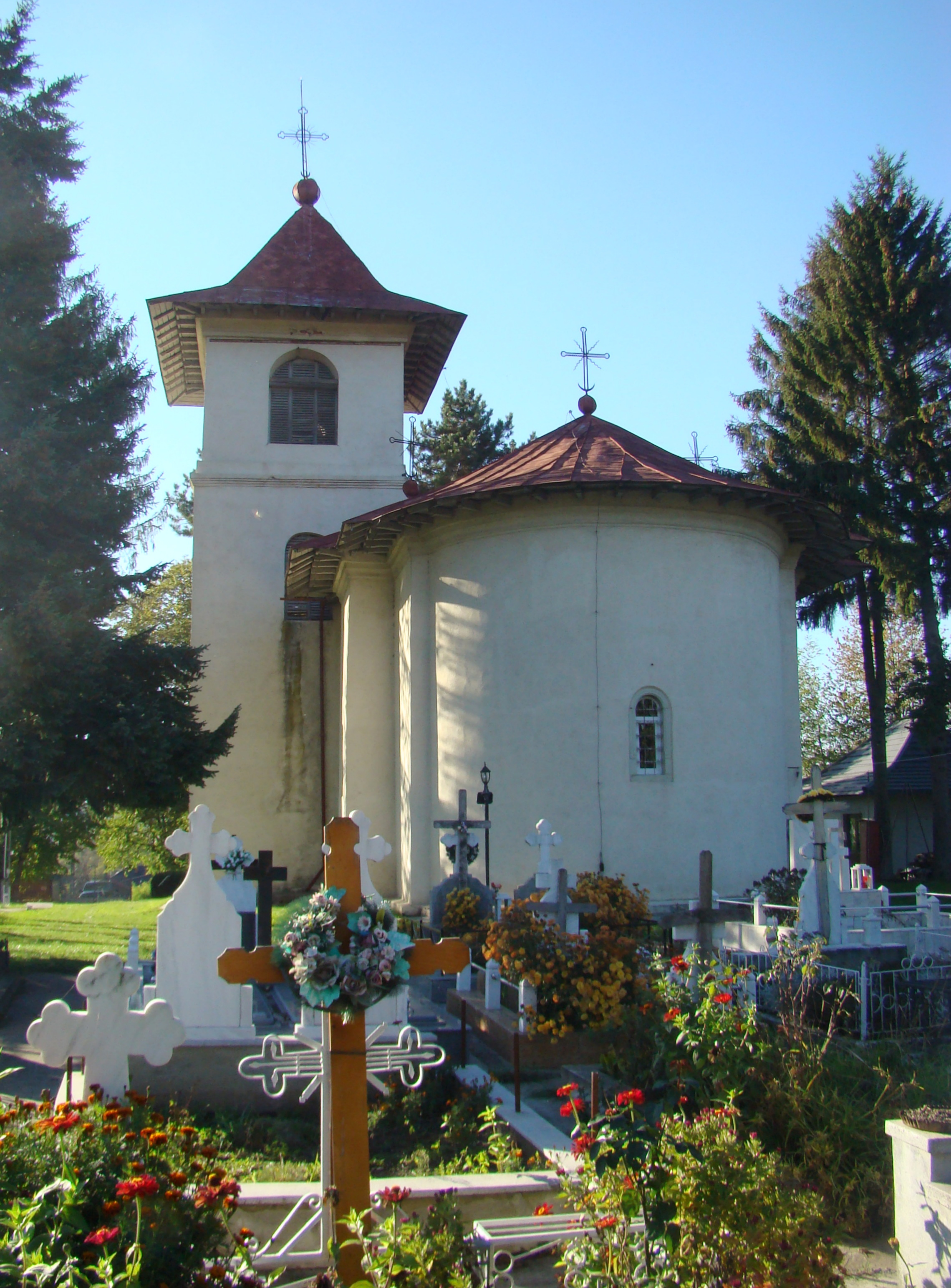
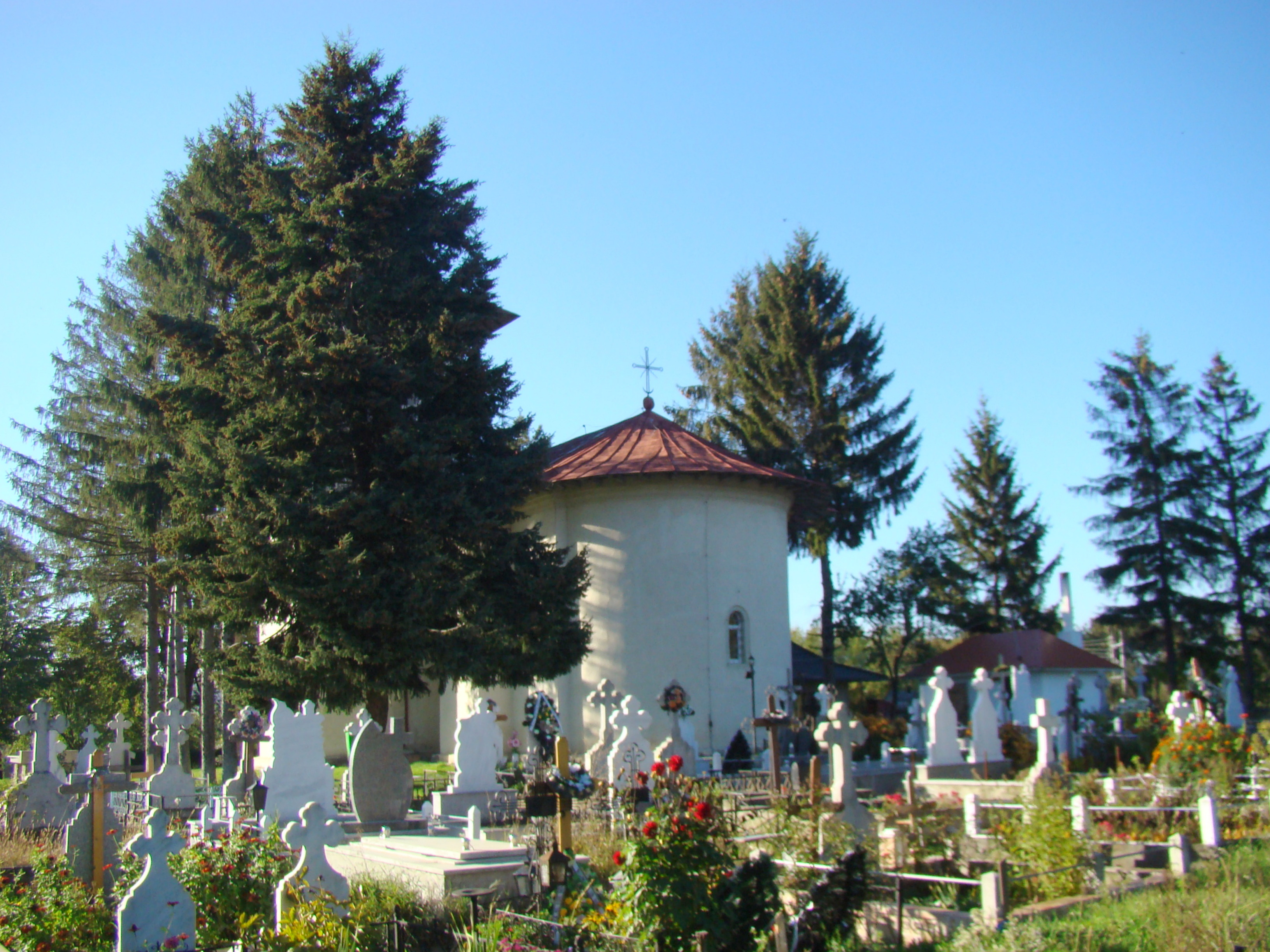
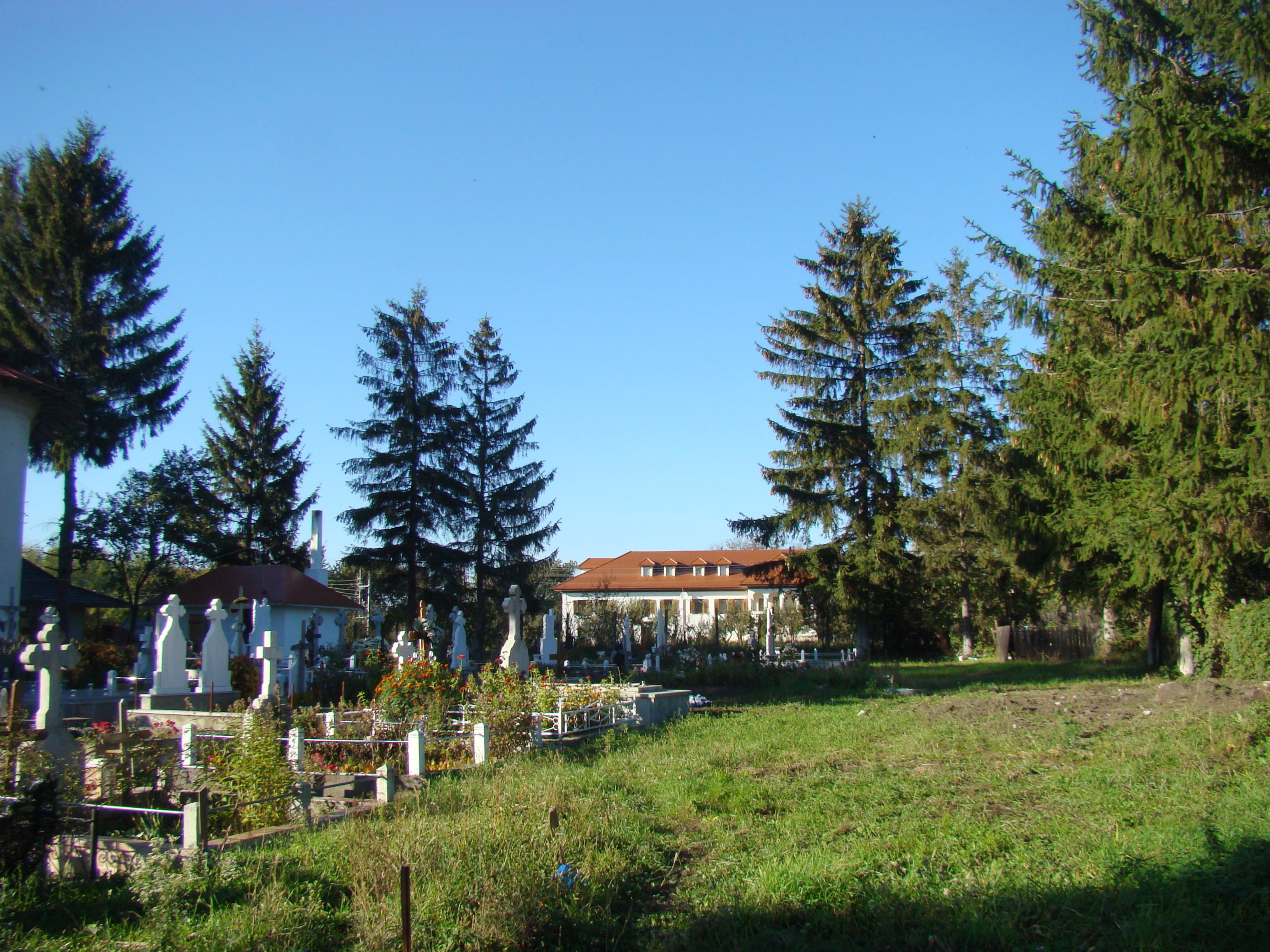
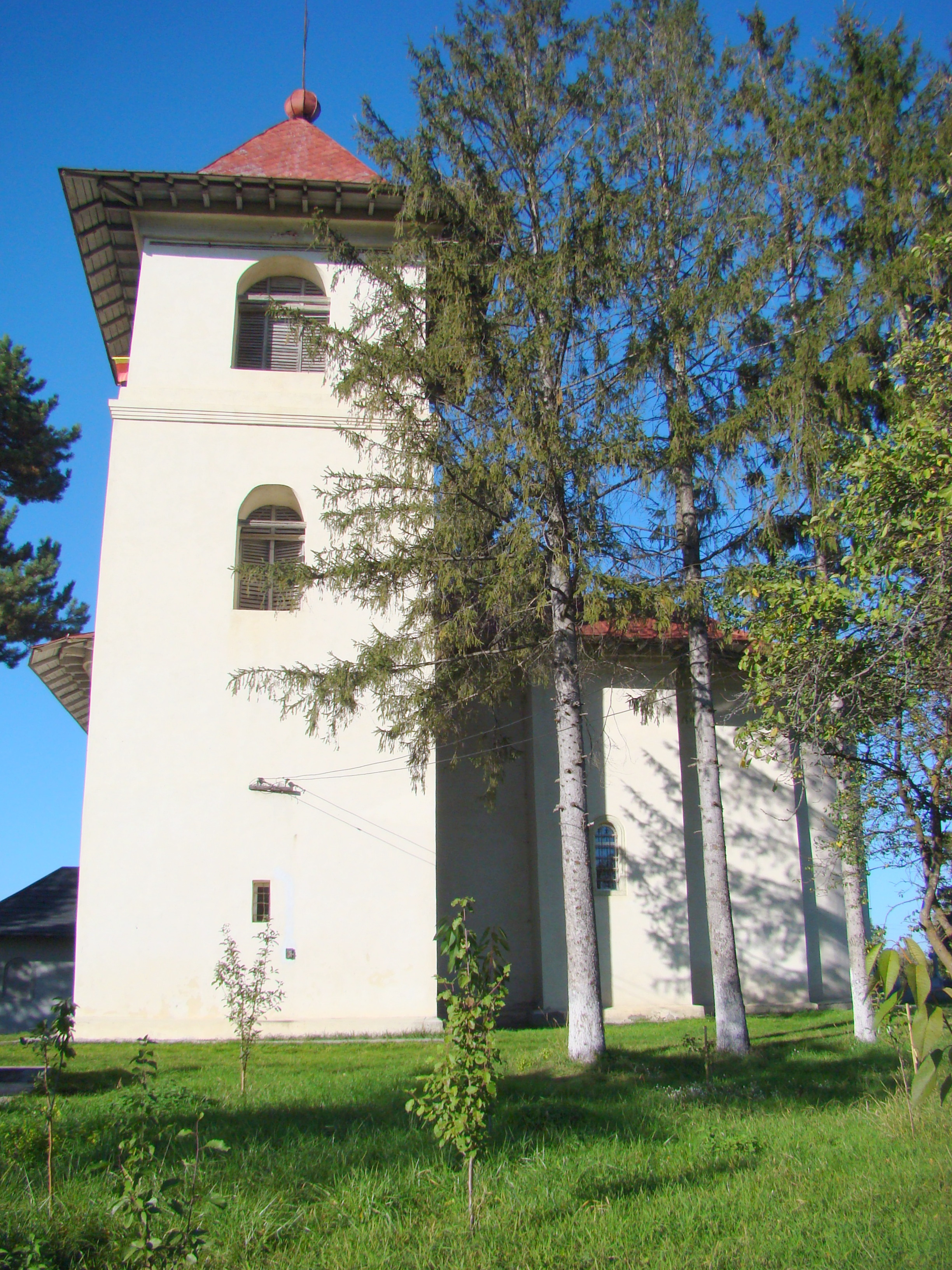
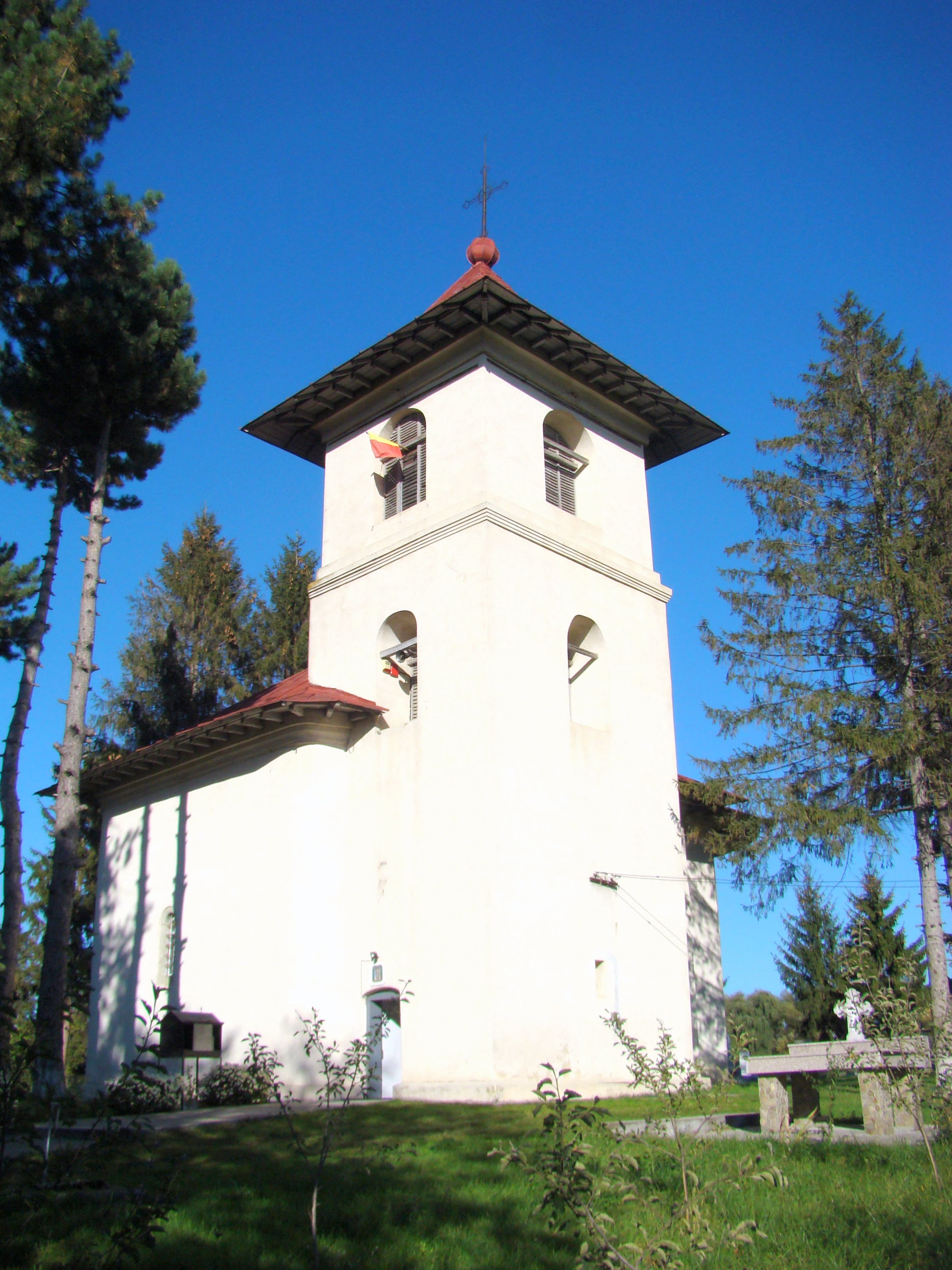
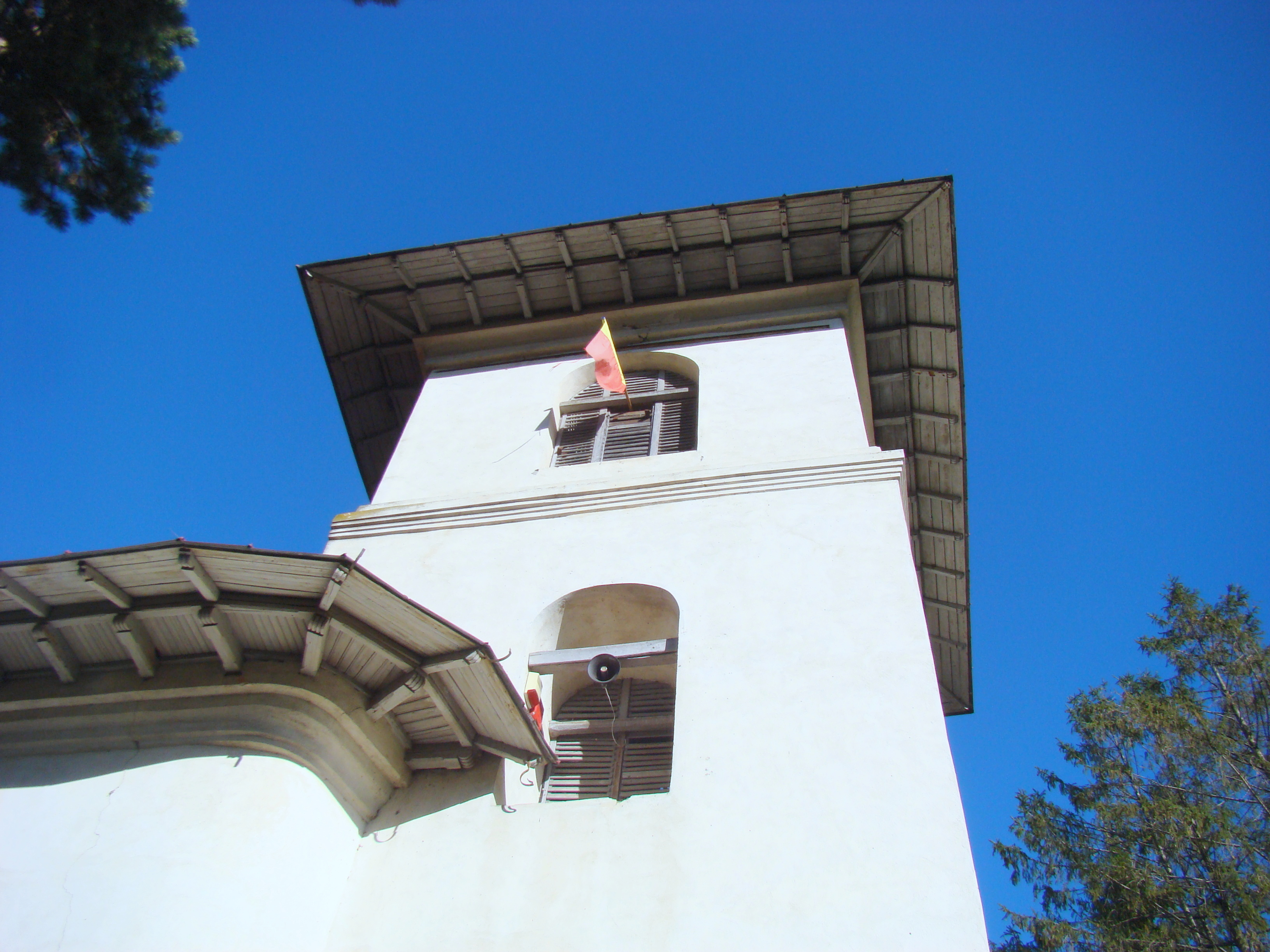
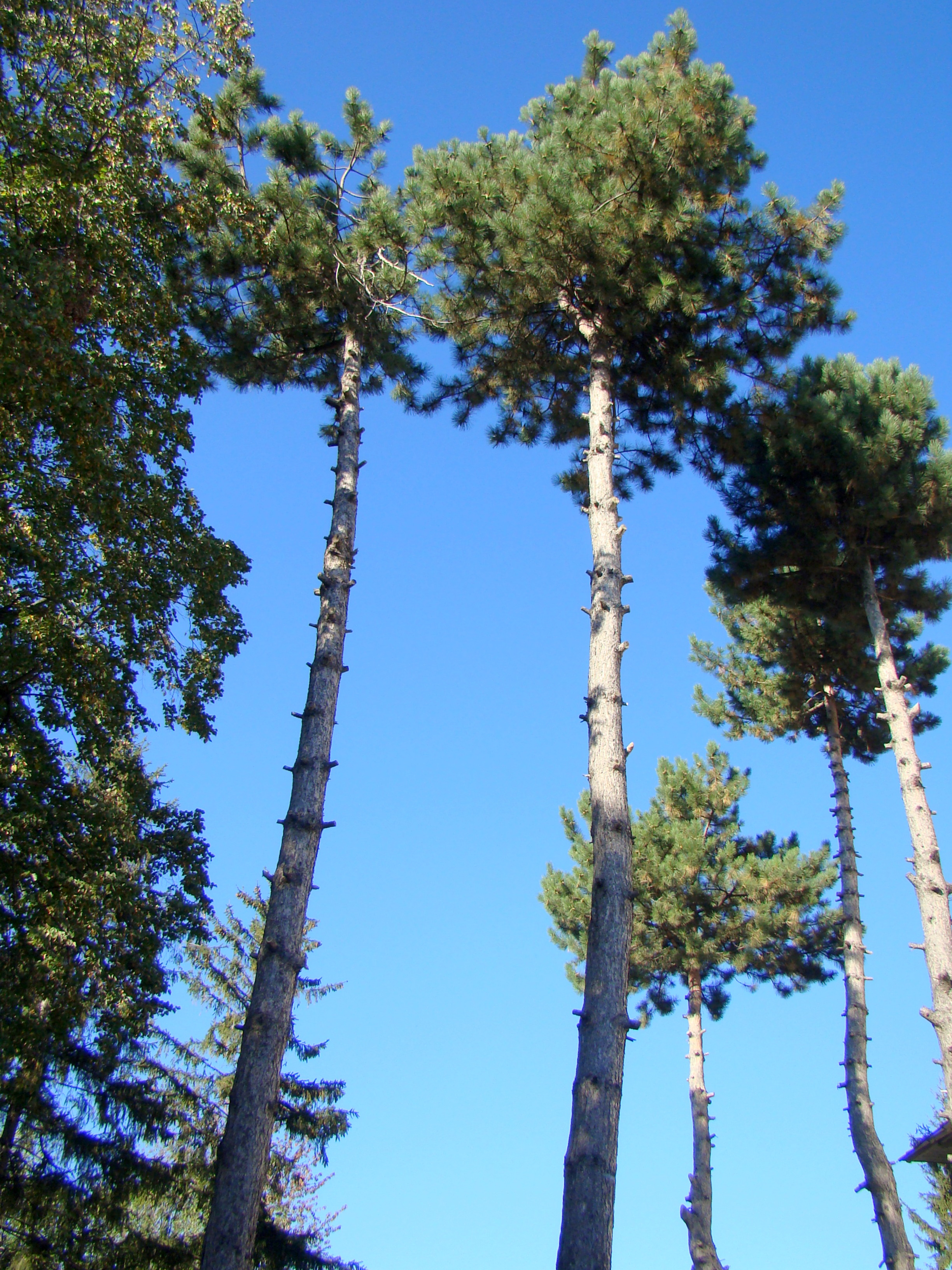
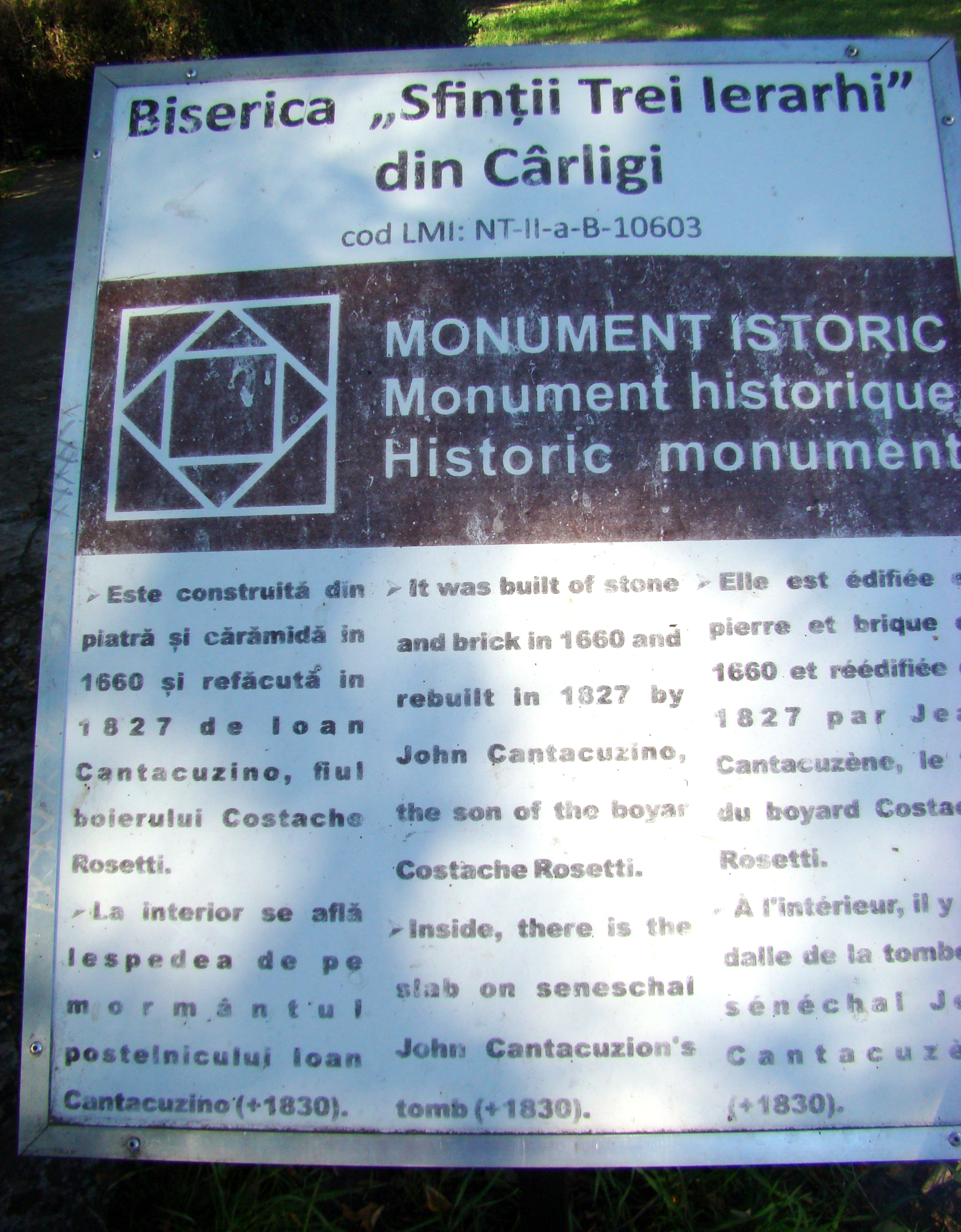
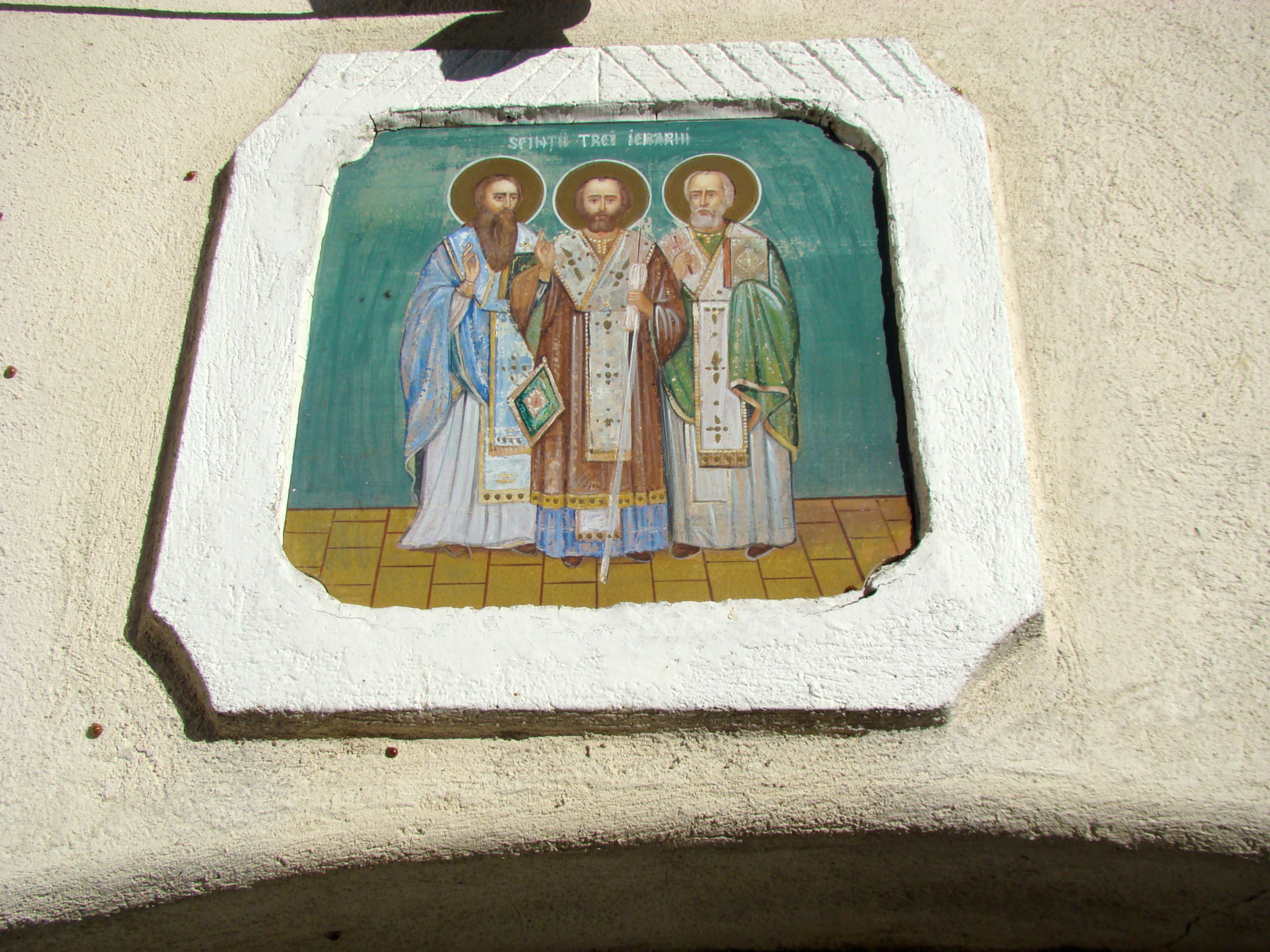
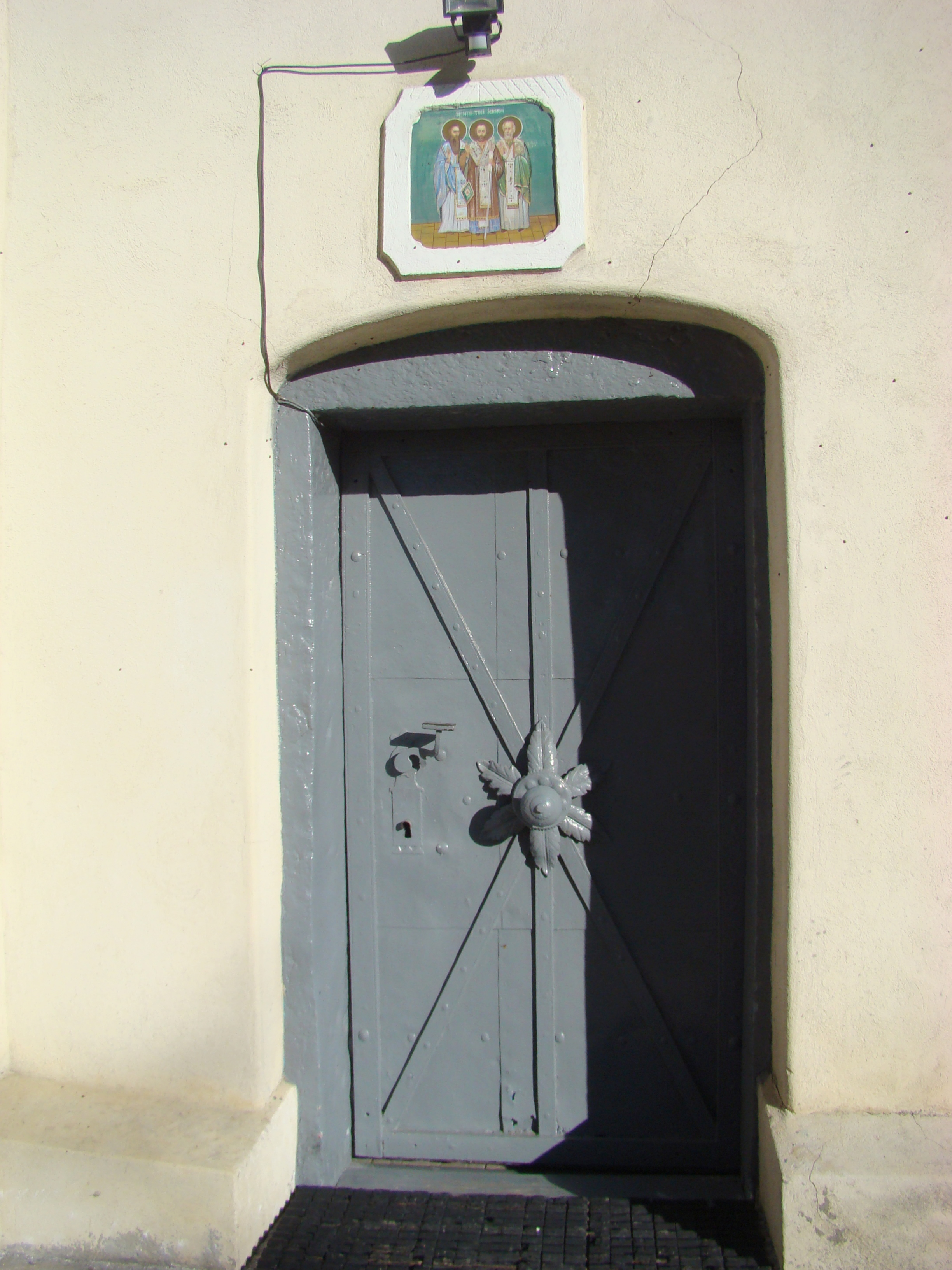
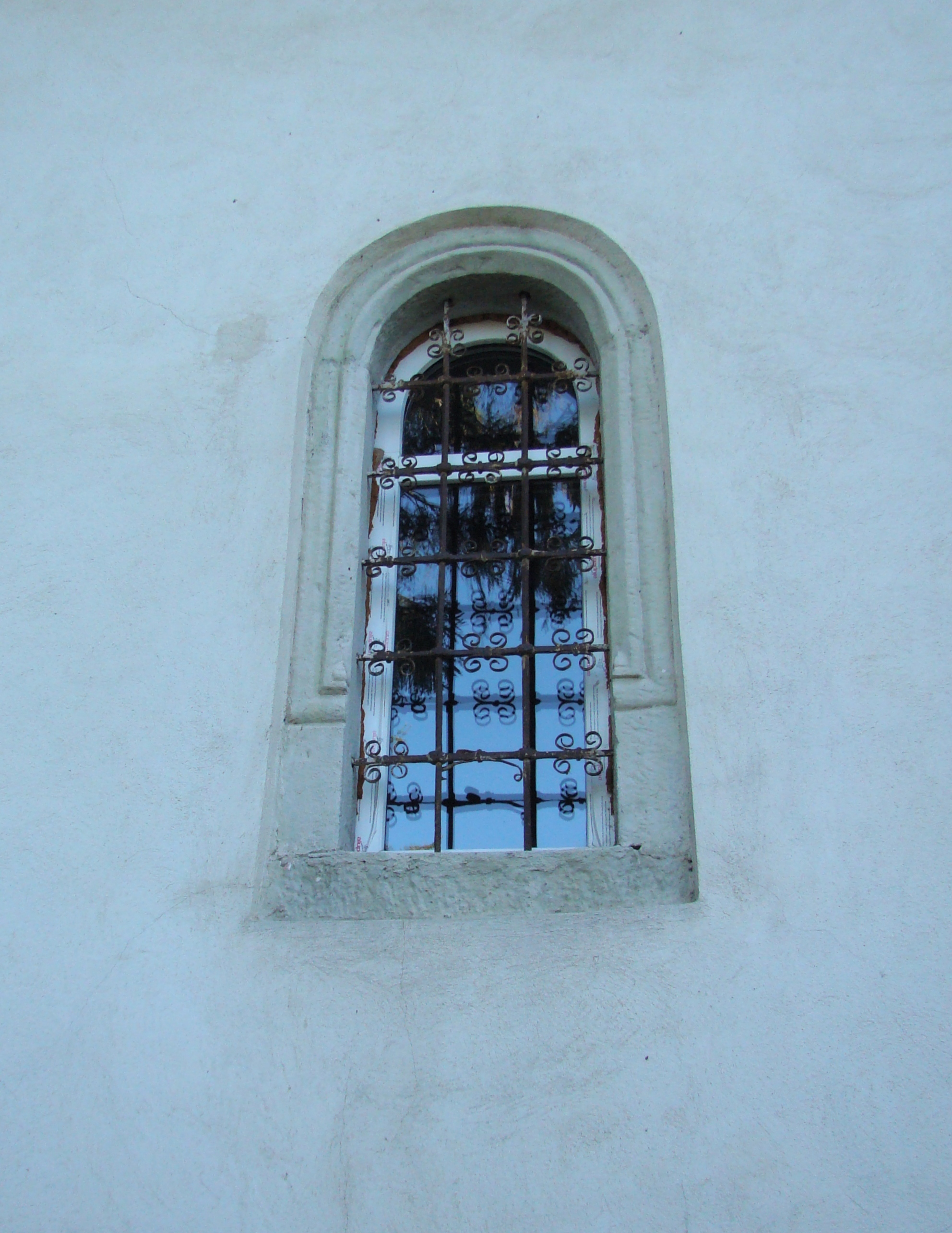
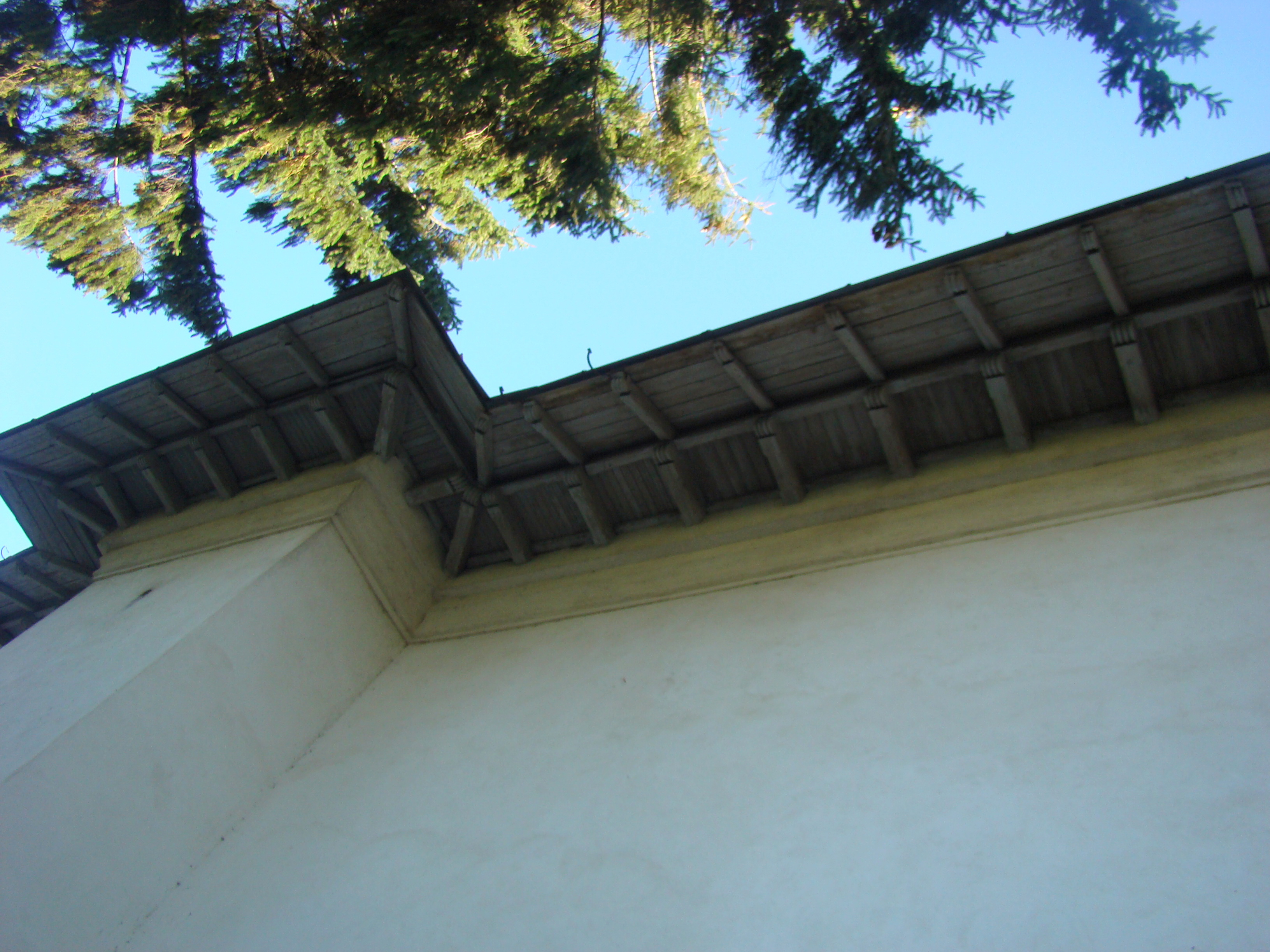
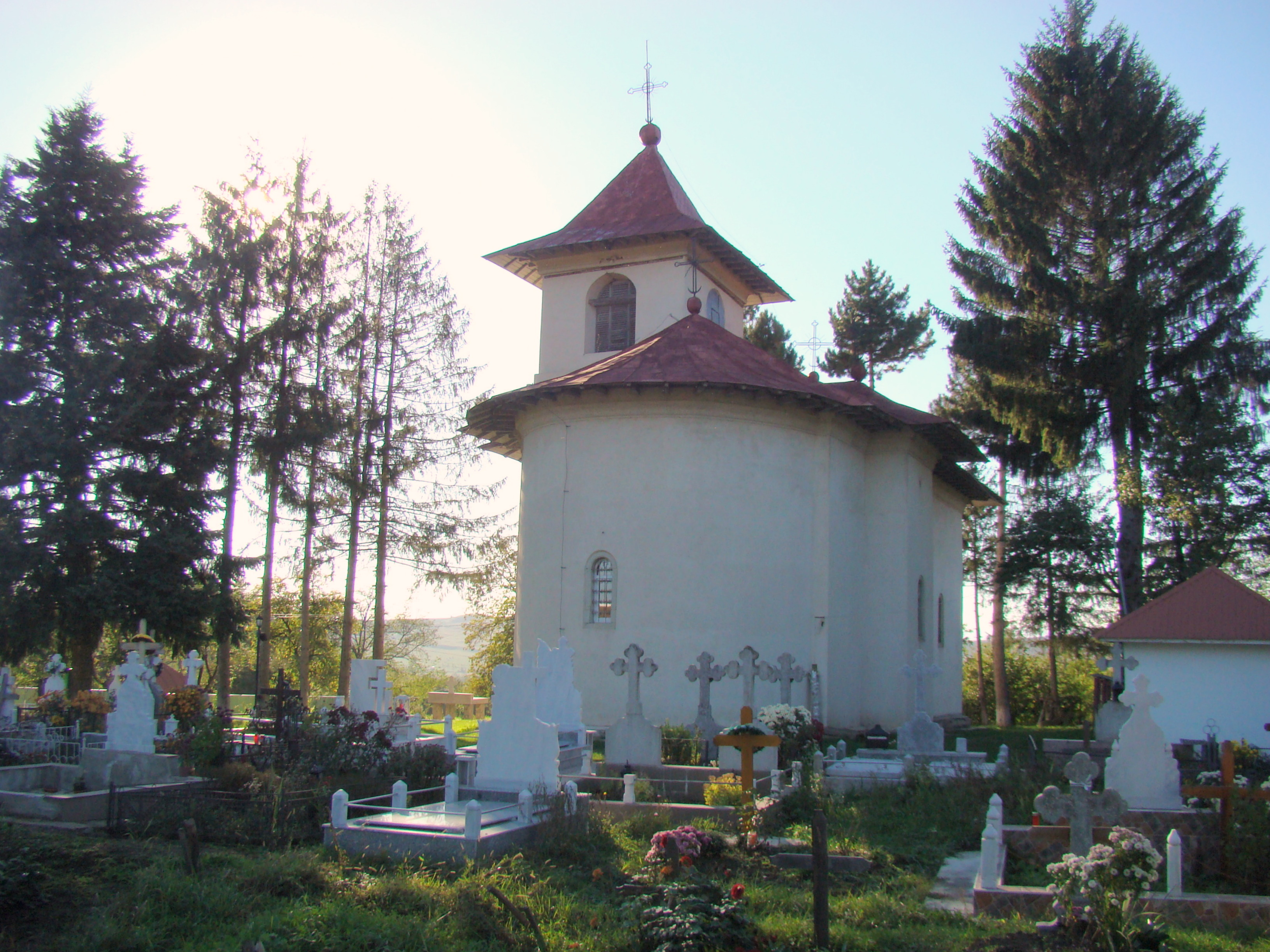
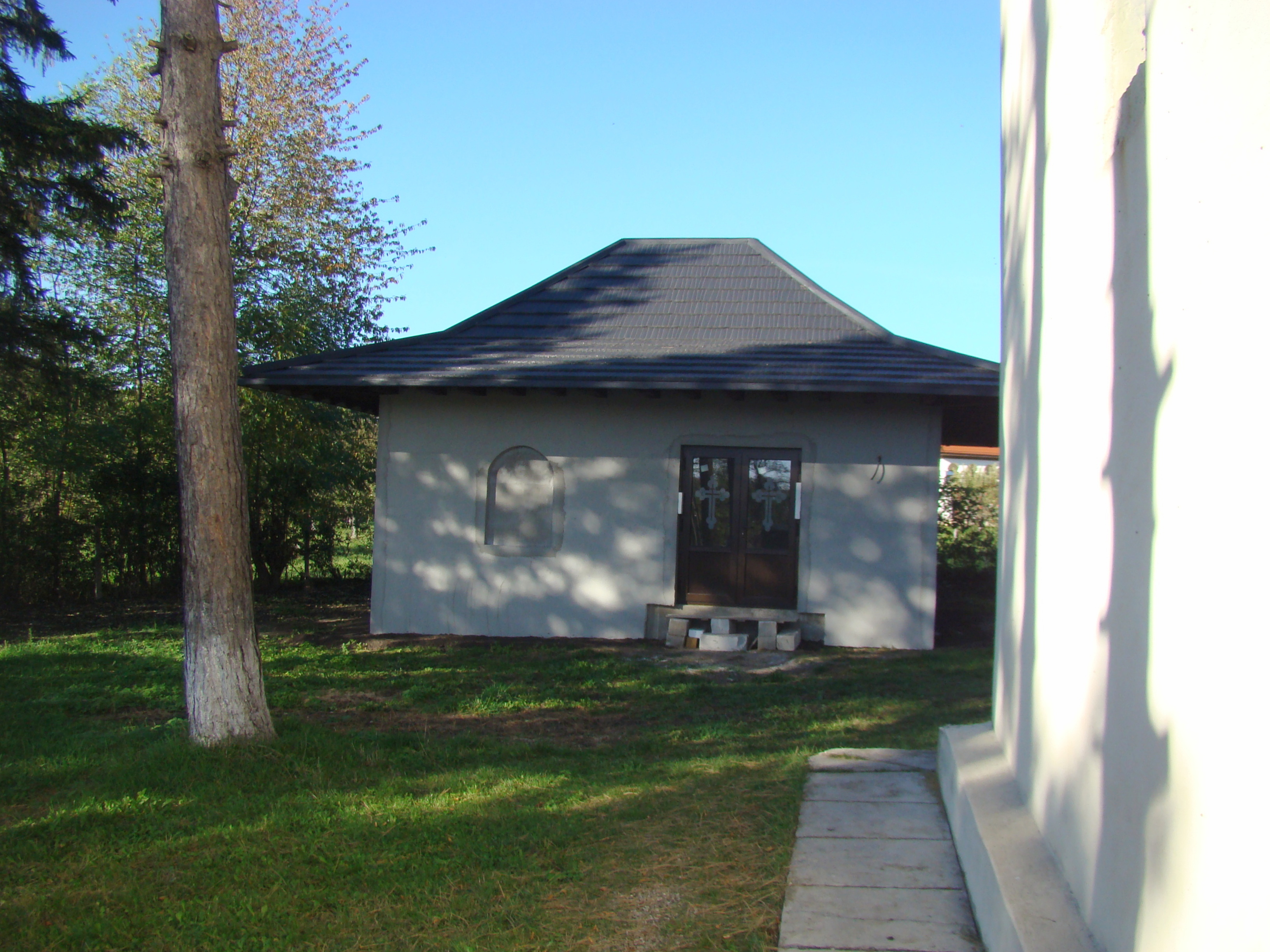
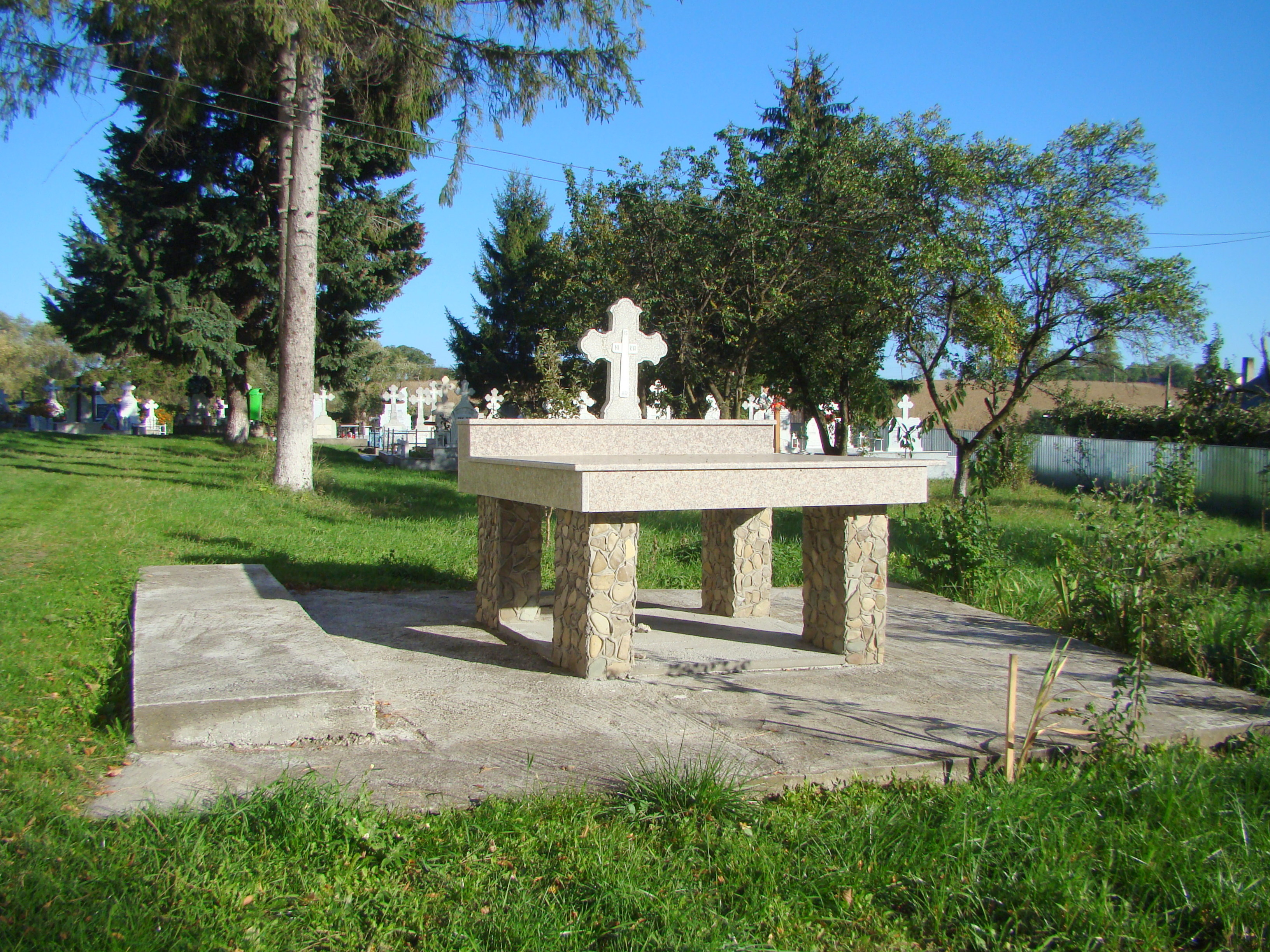
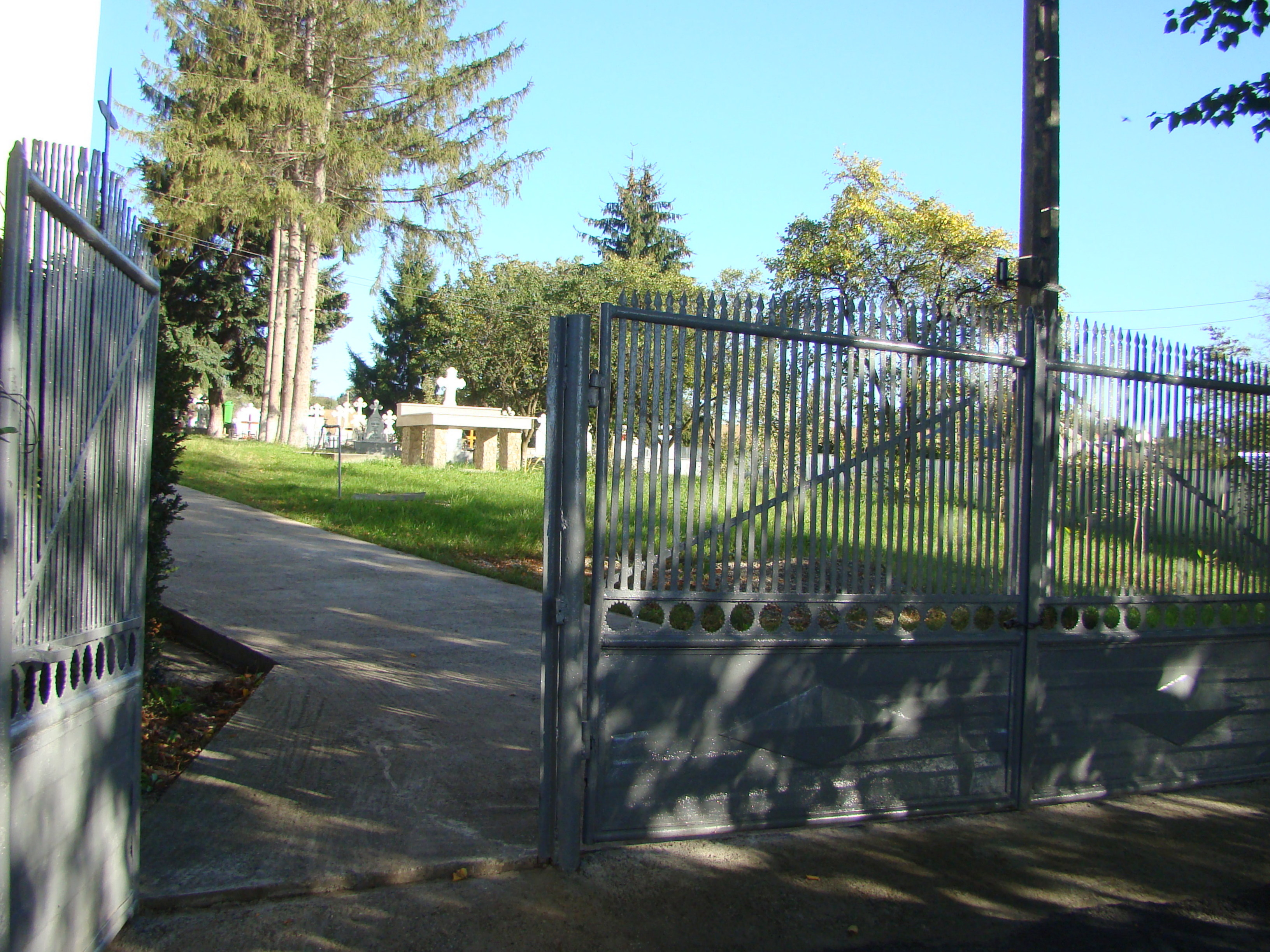
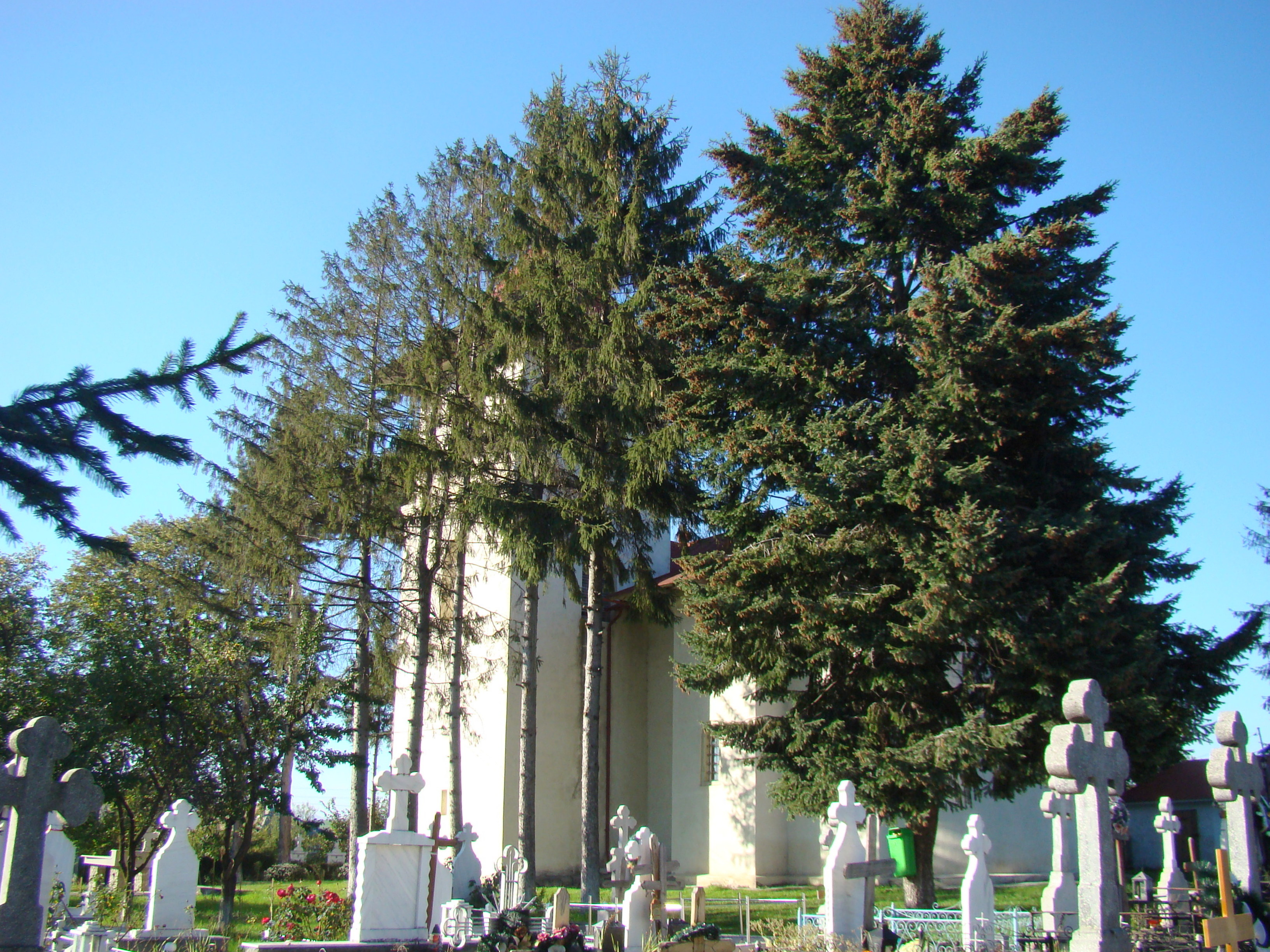
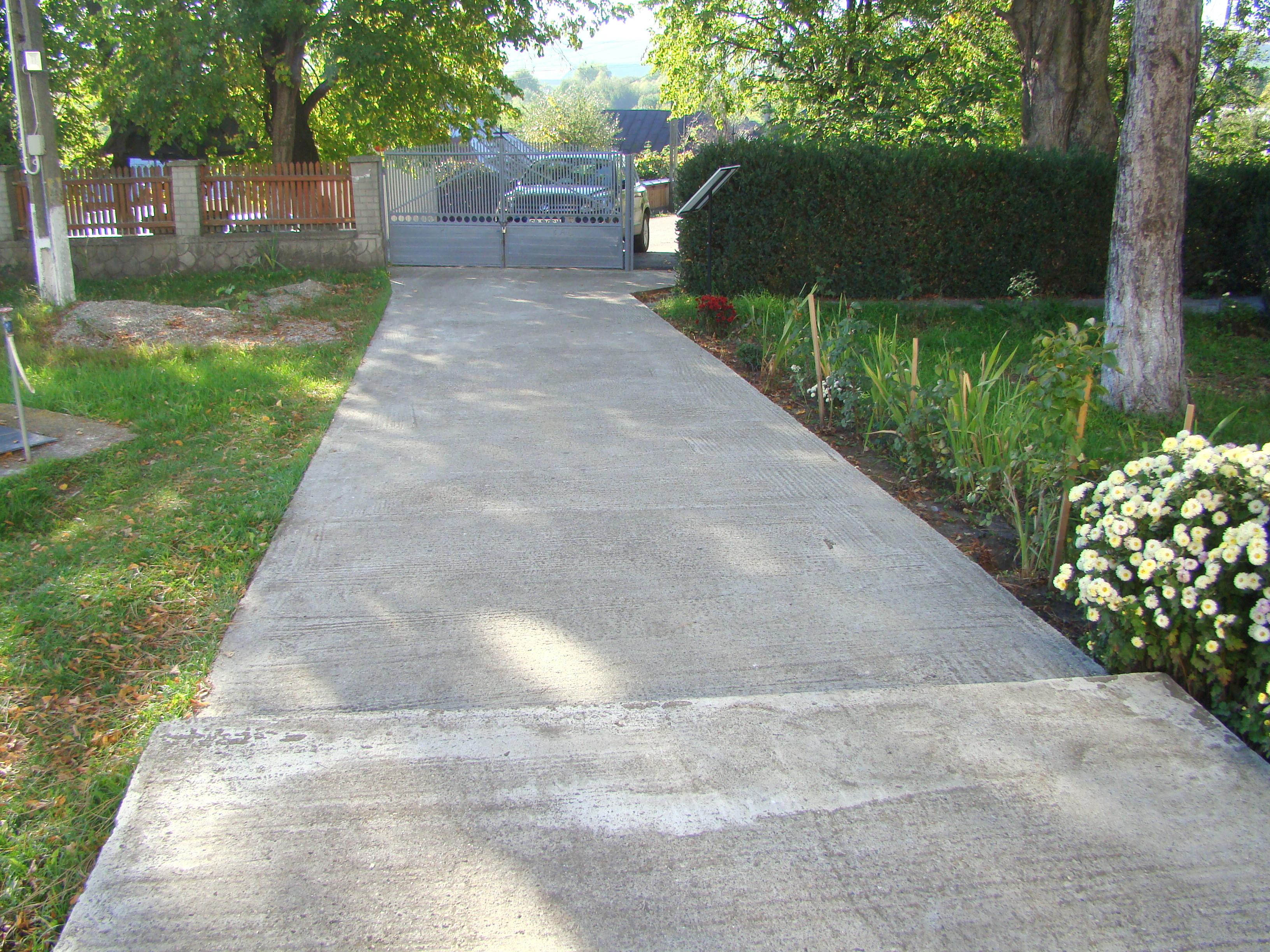
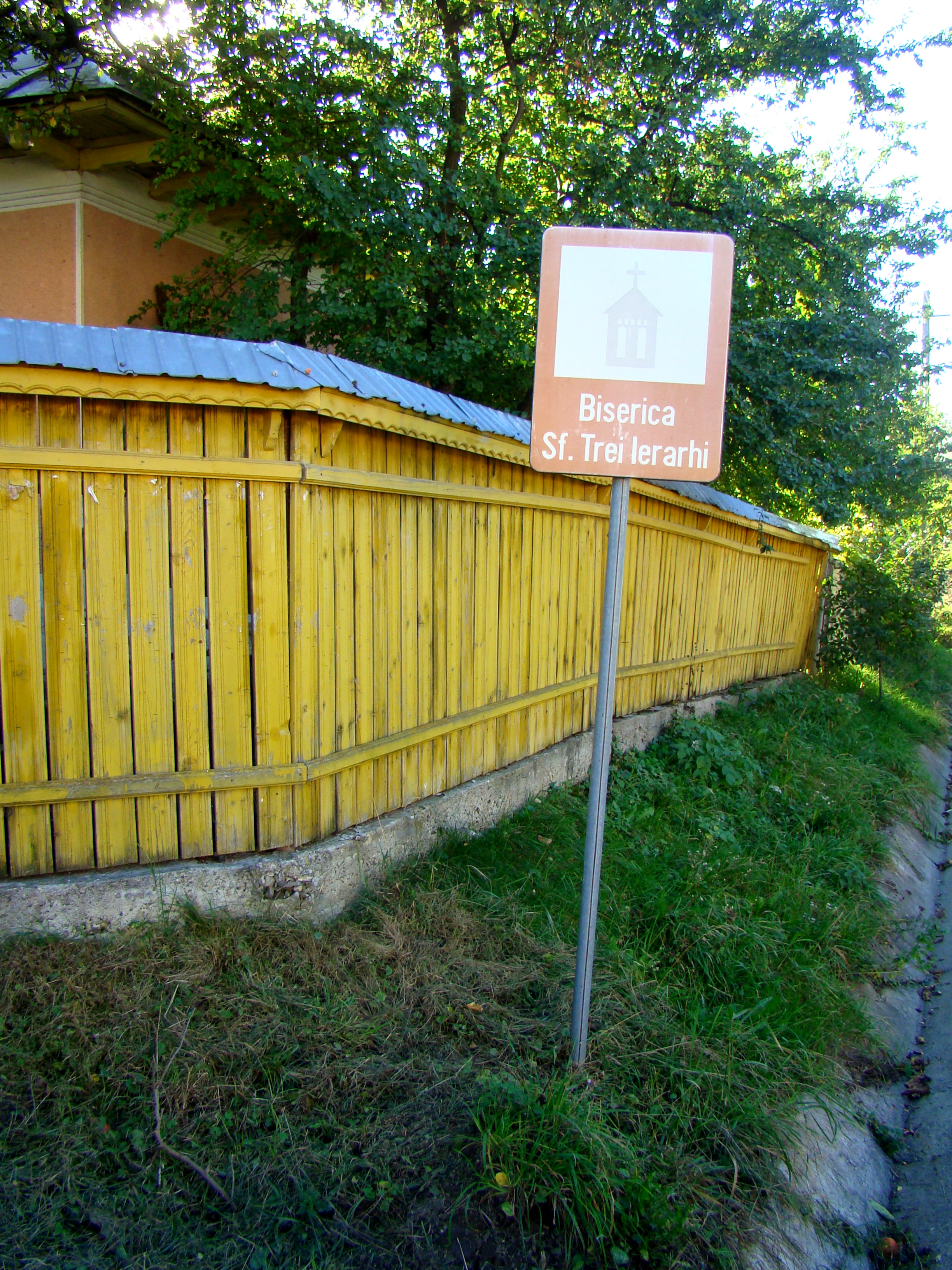

## Imagini din interior

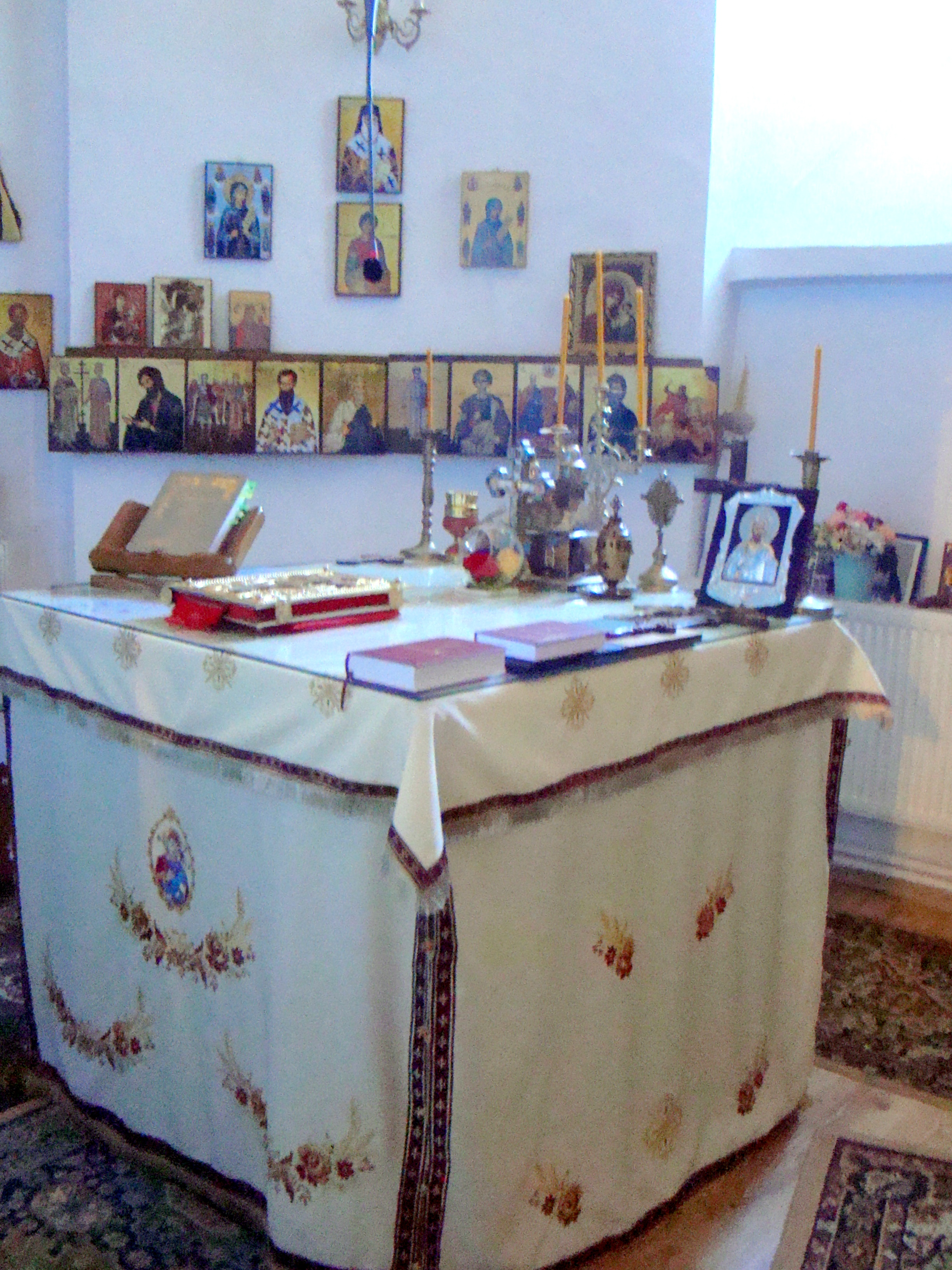
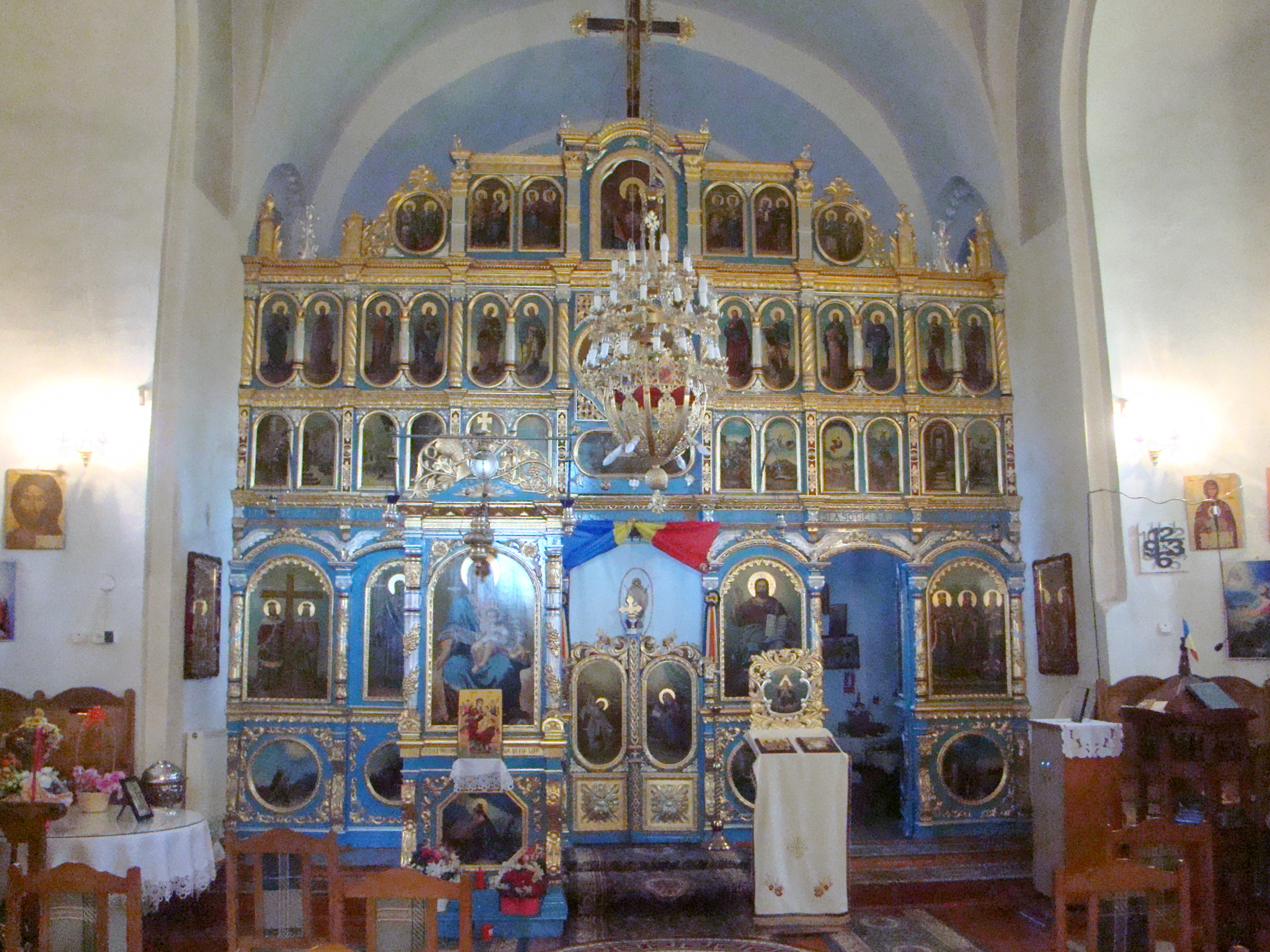
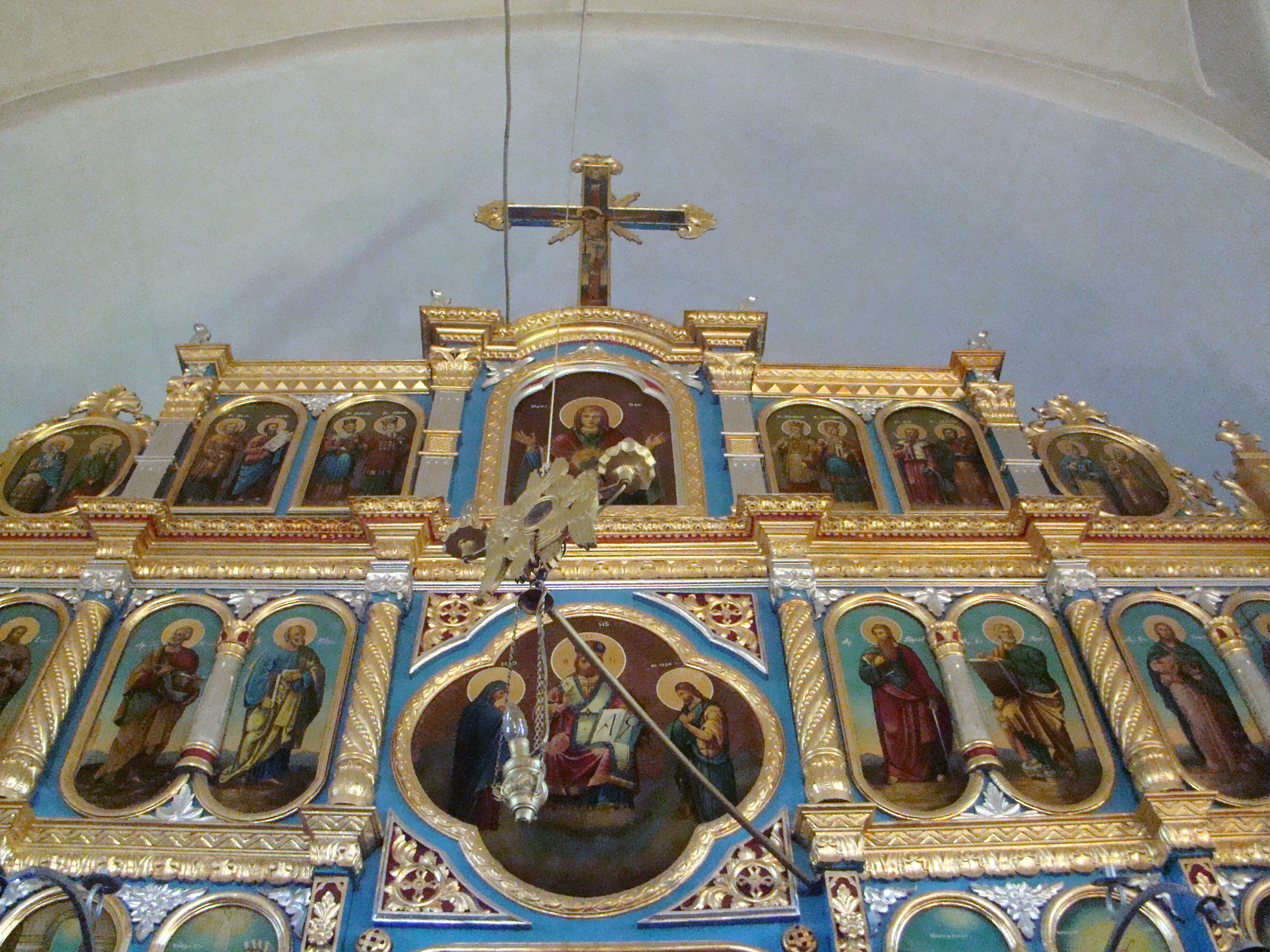
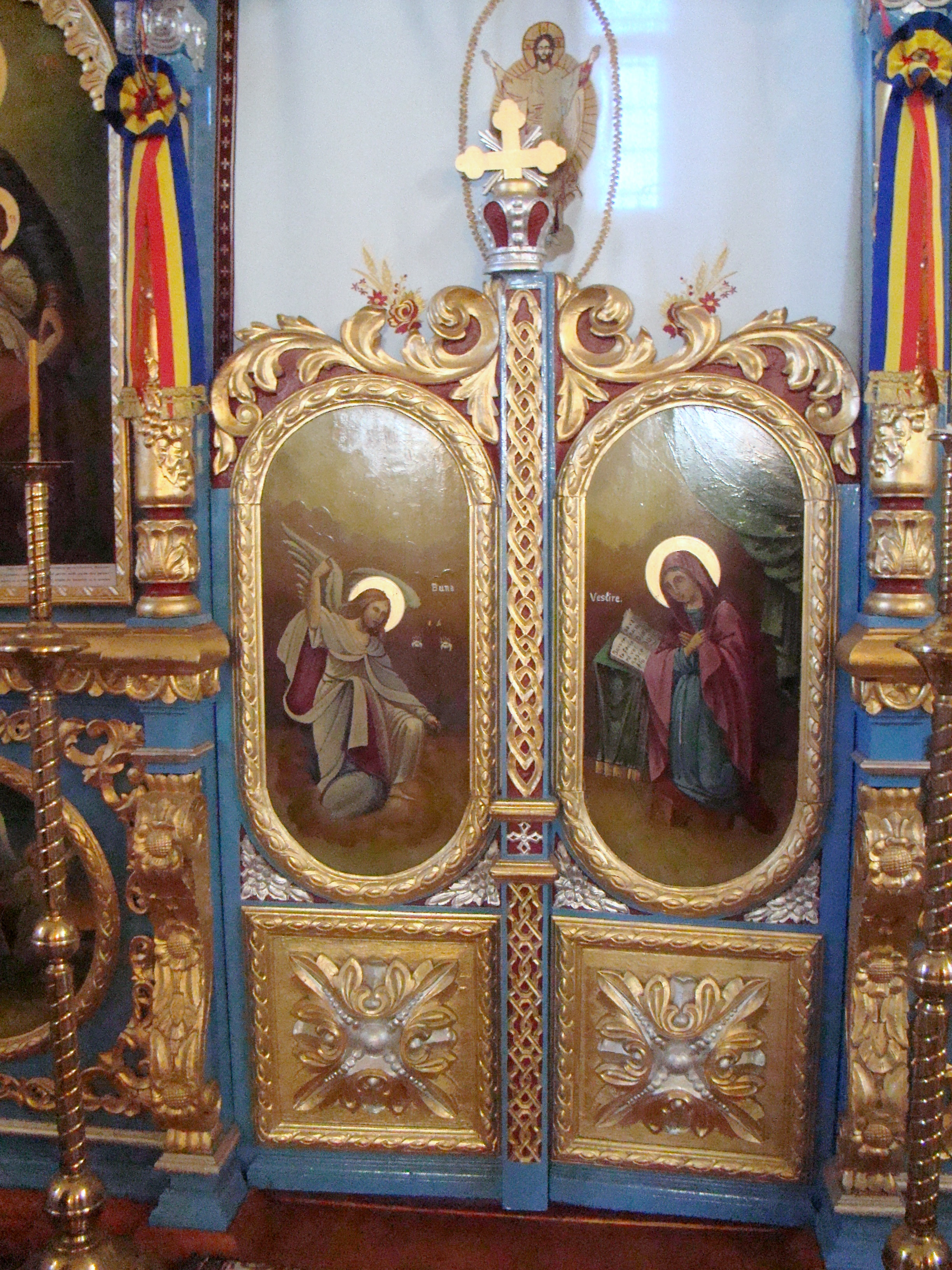
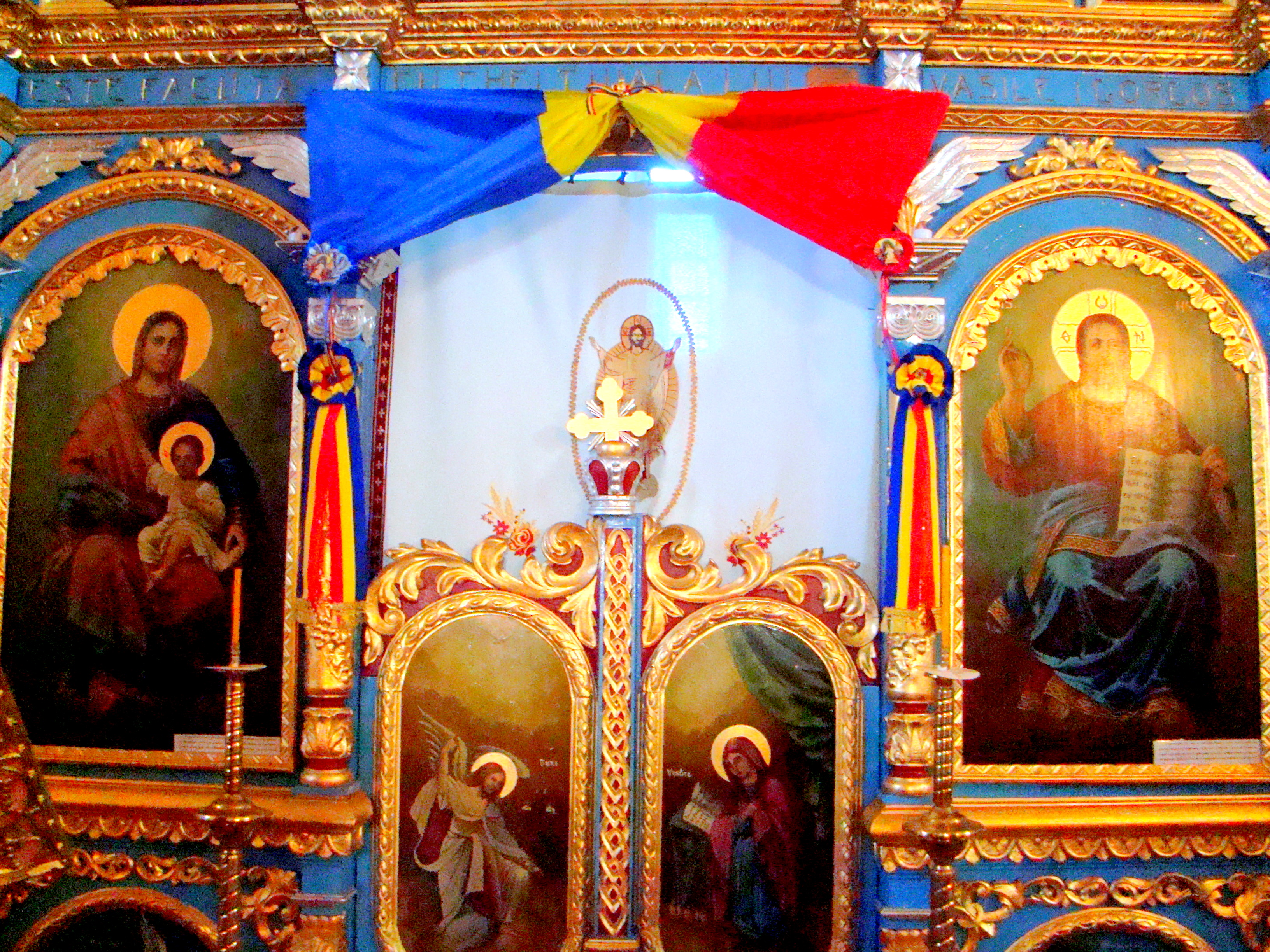
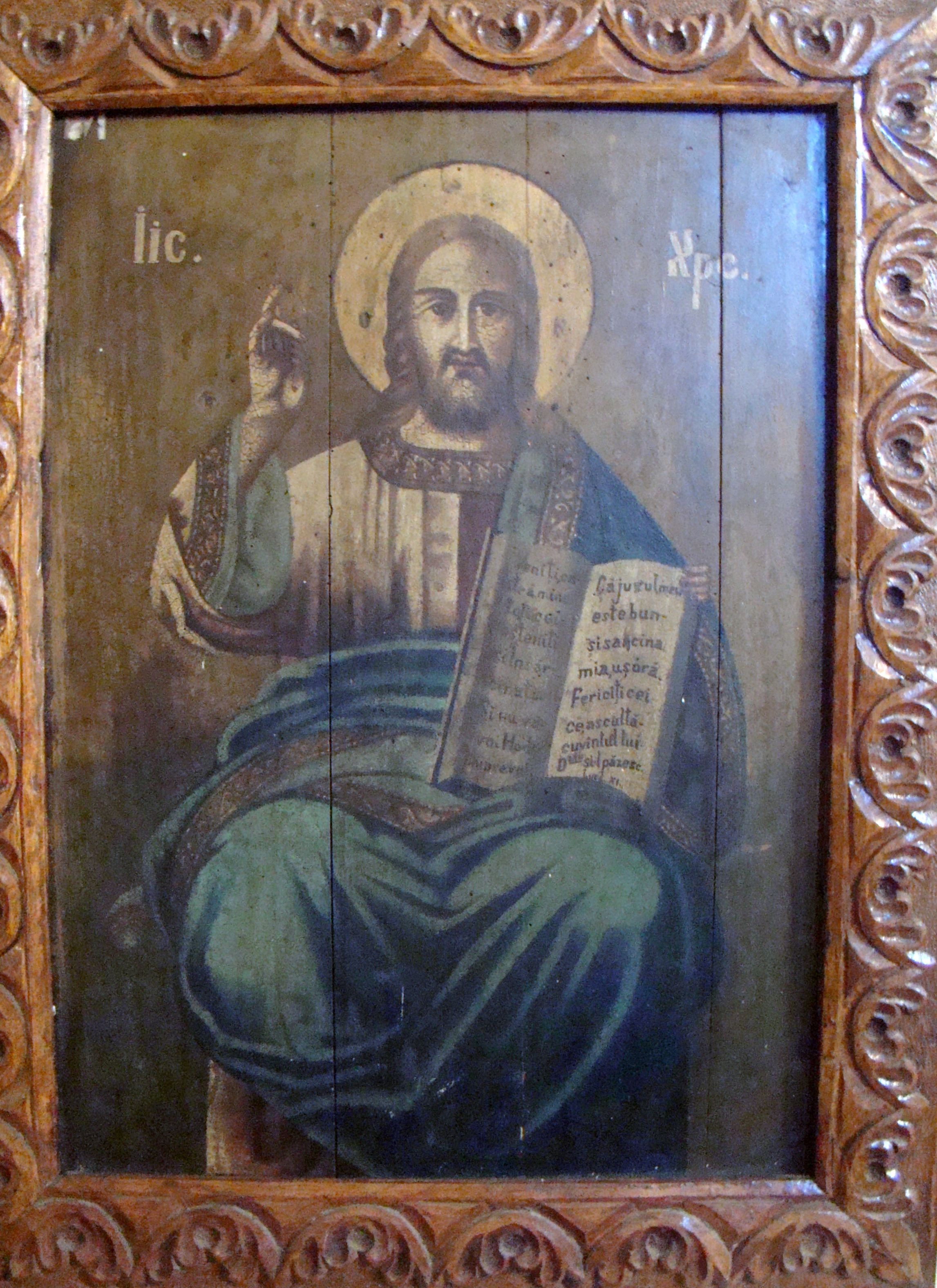
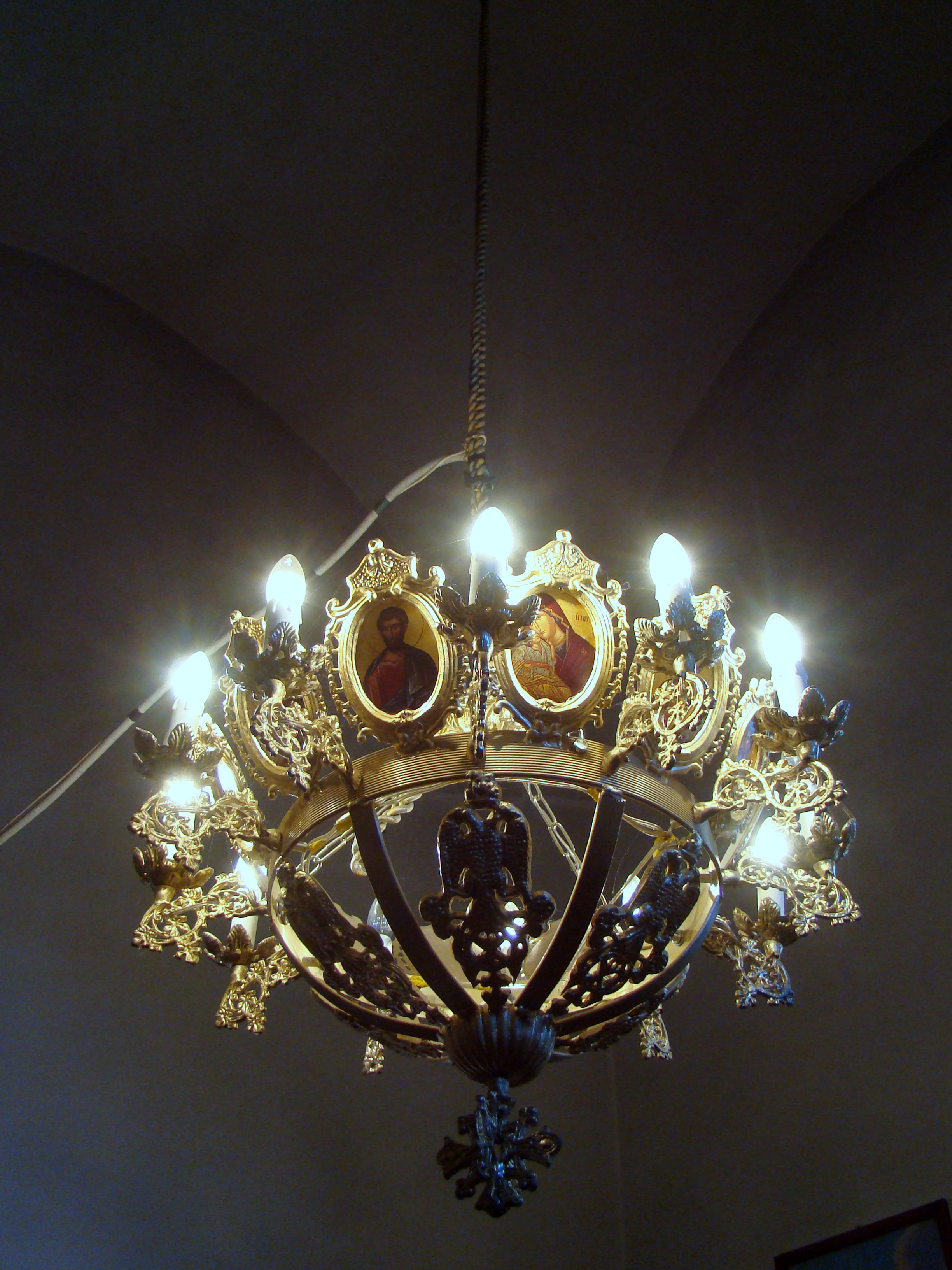
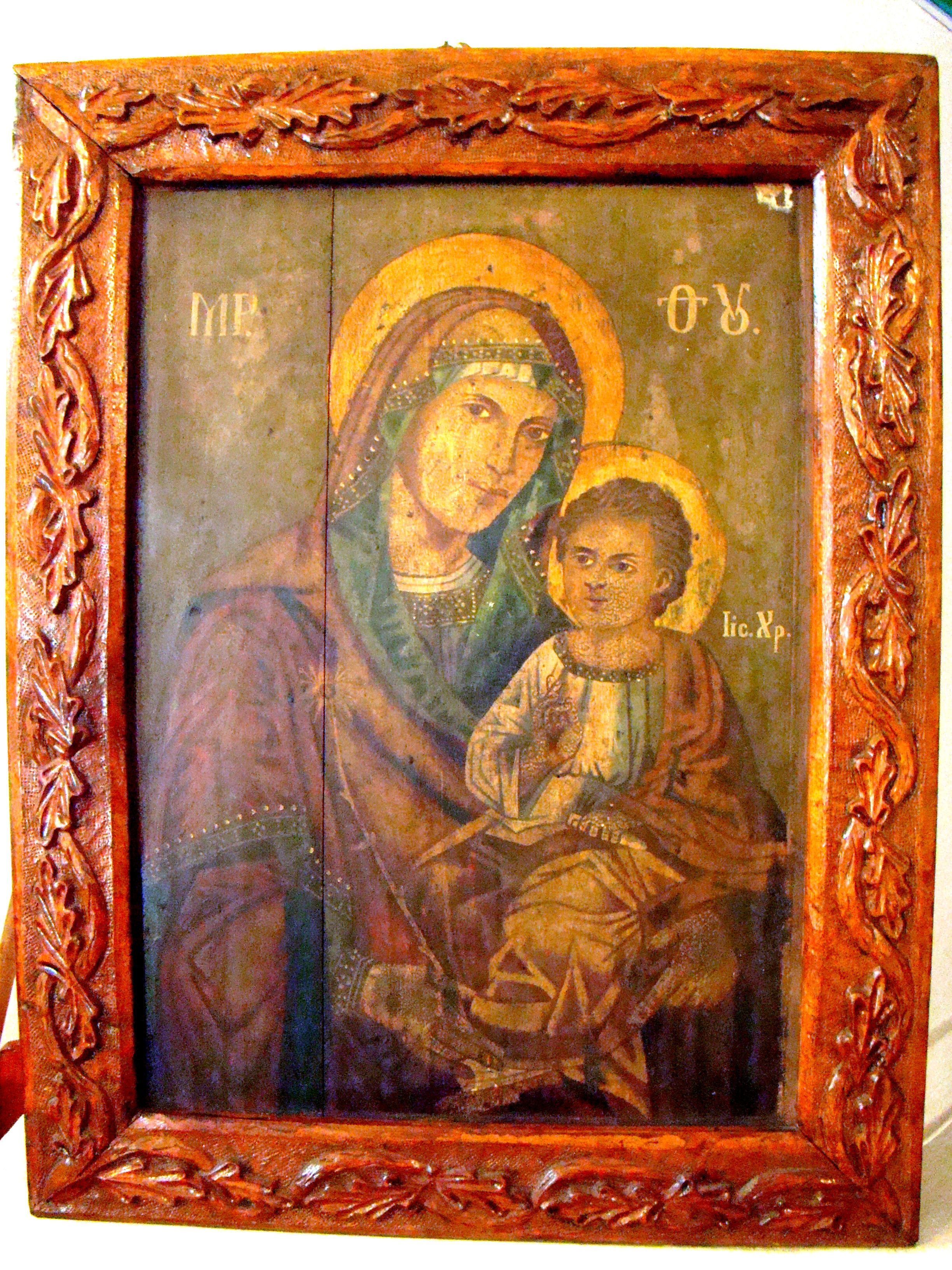
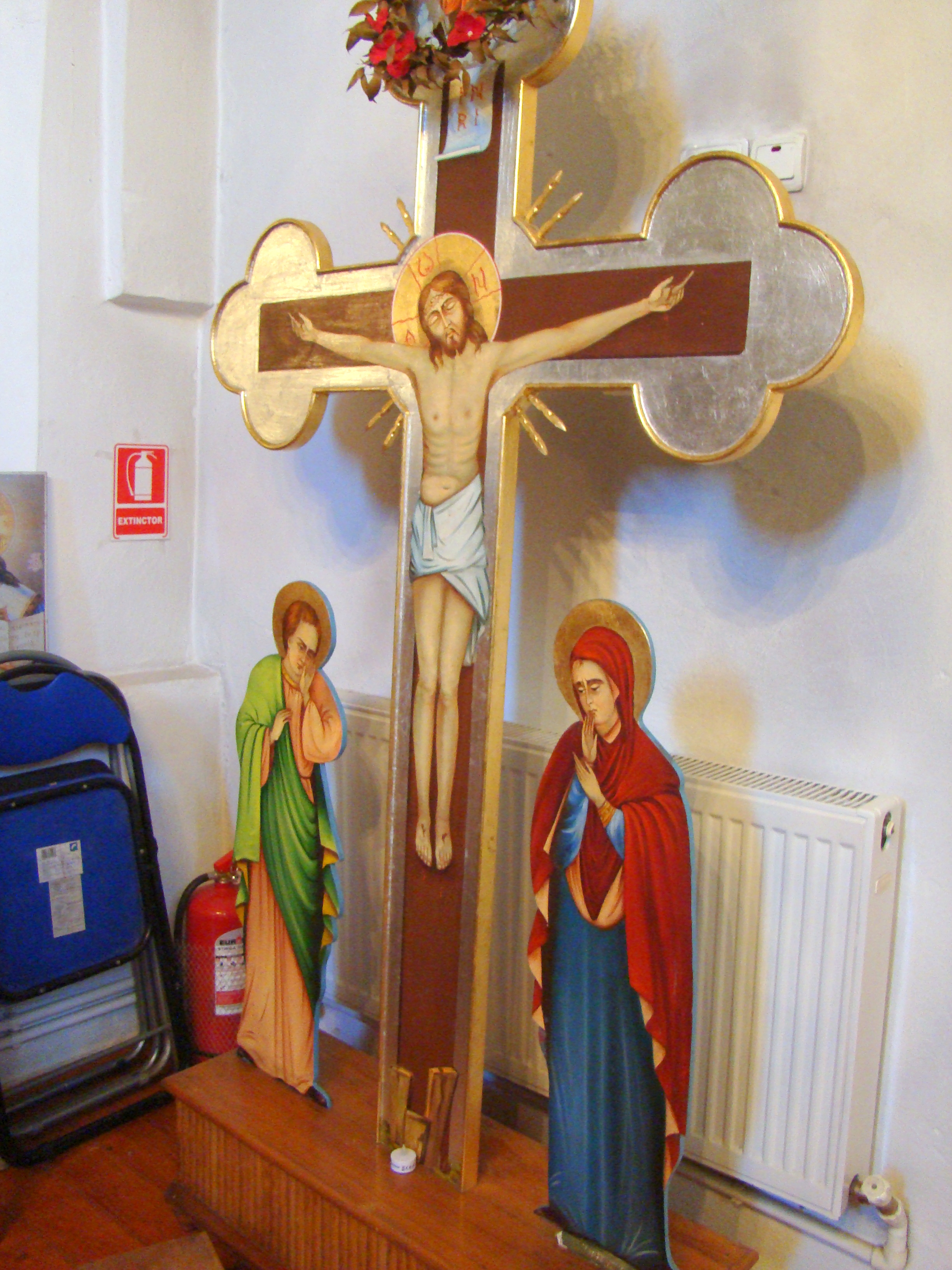
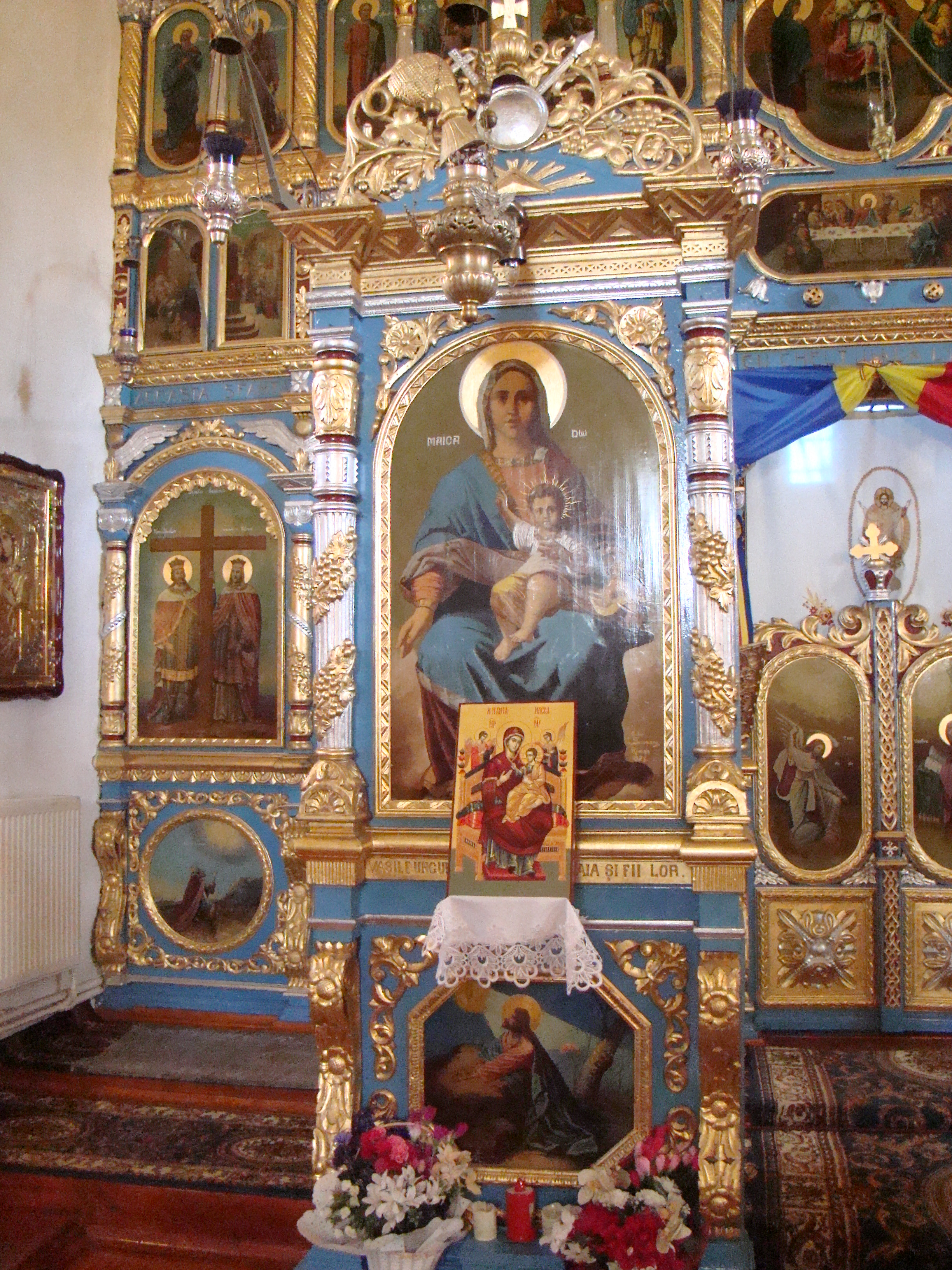
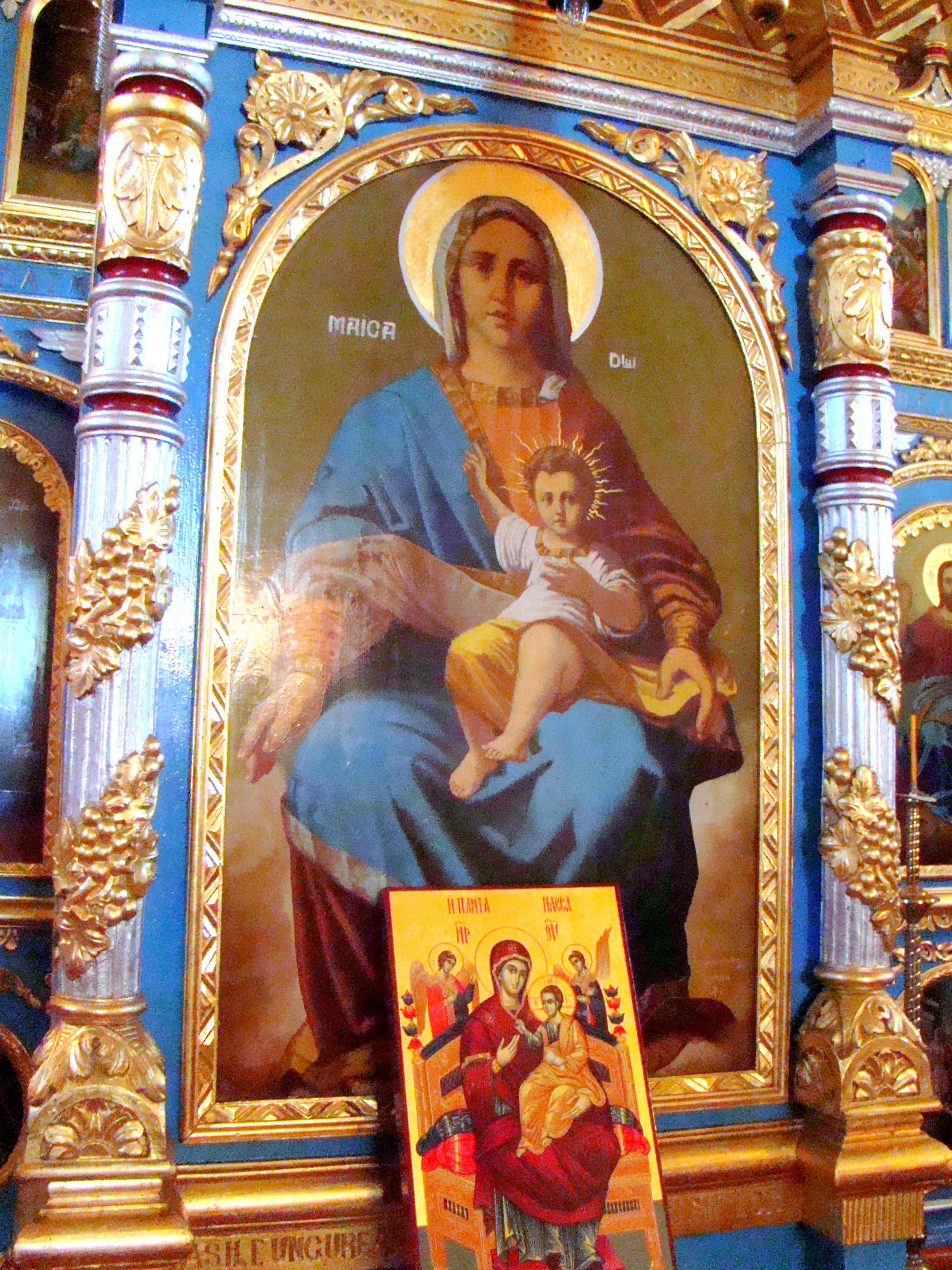
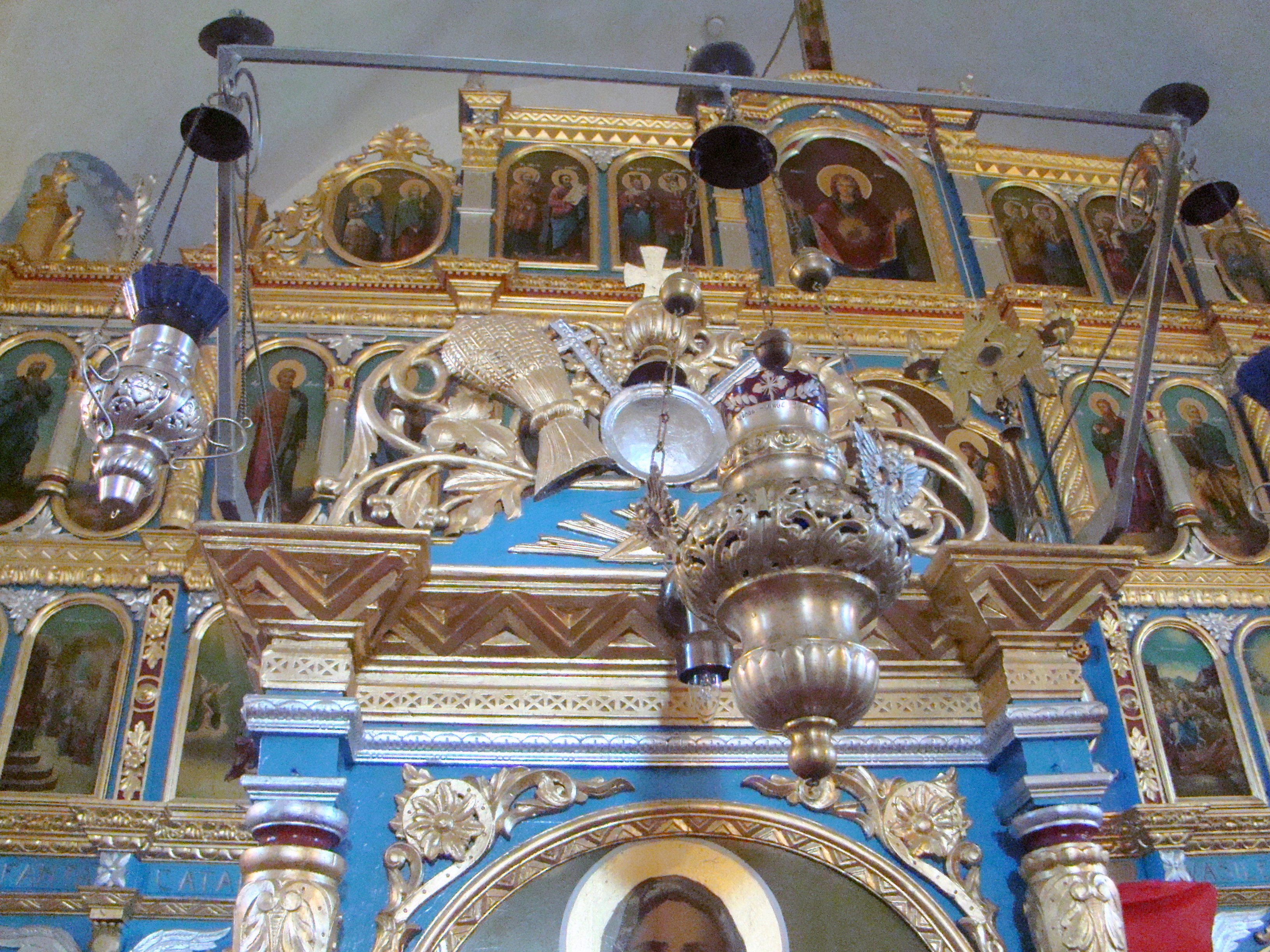
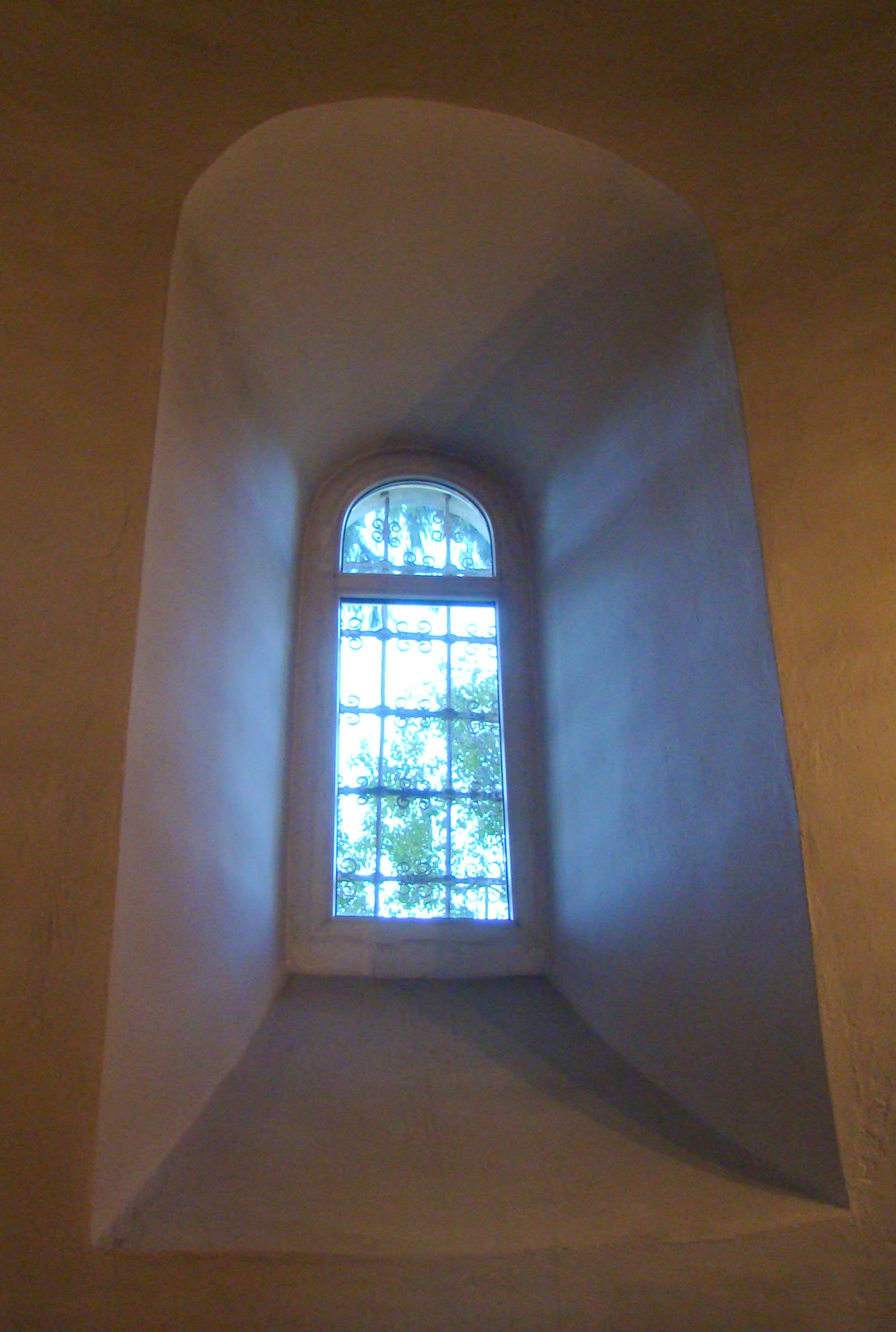
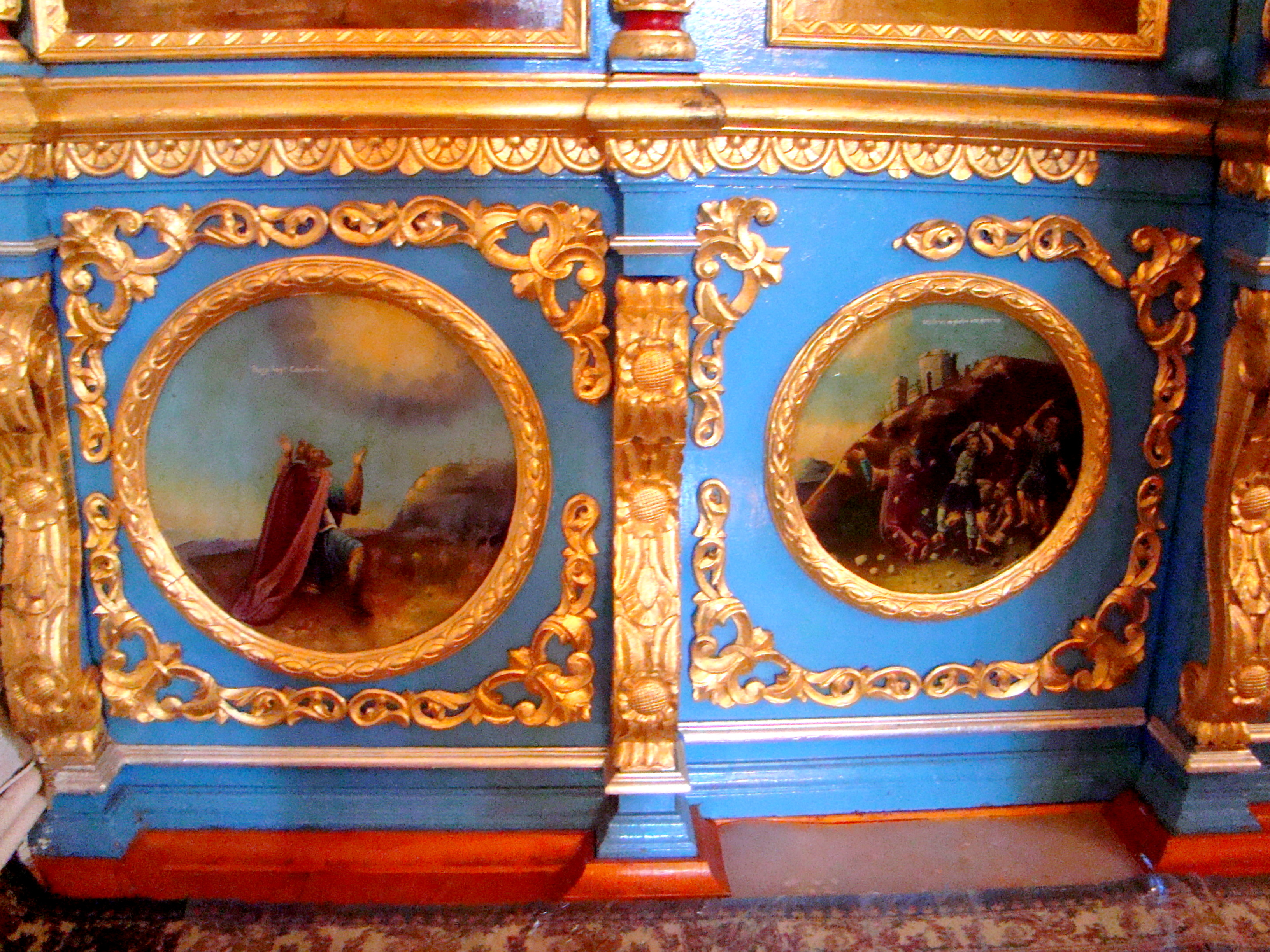
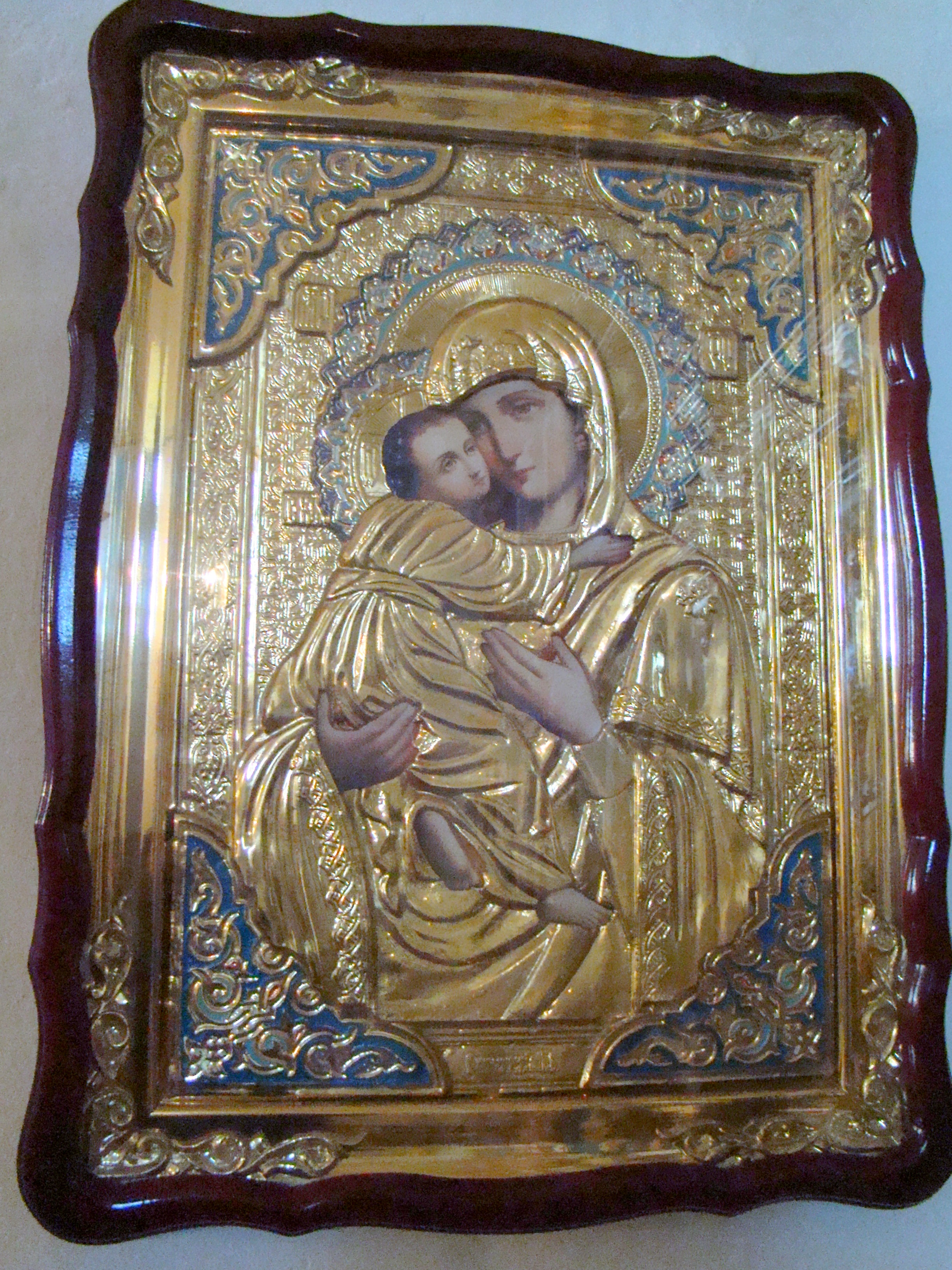
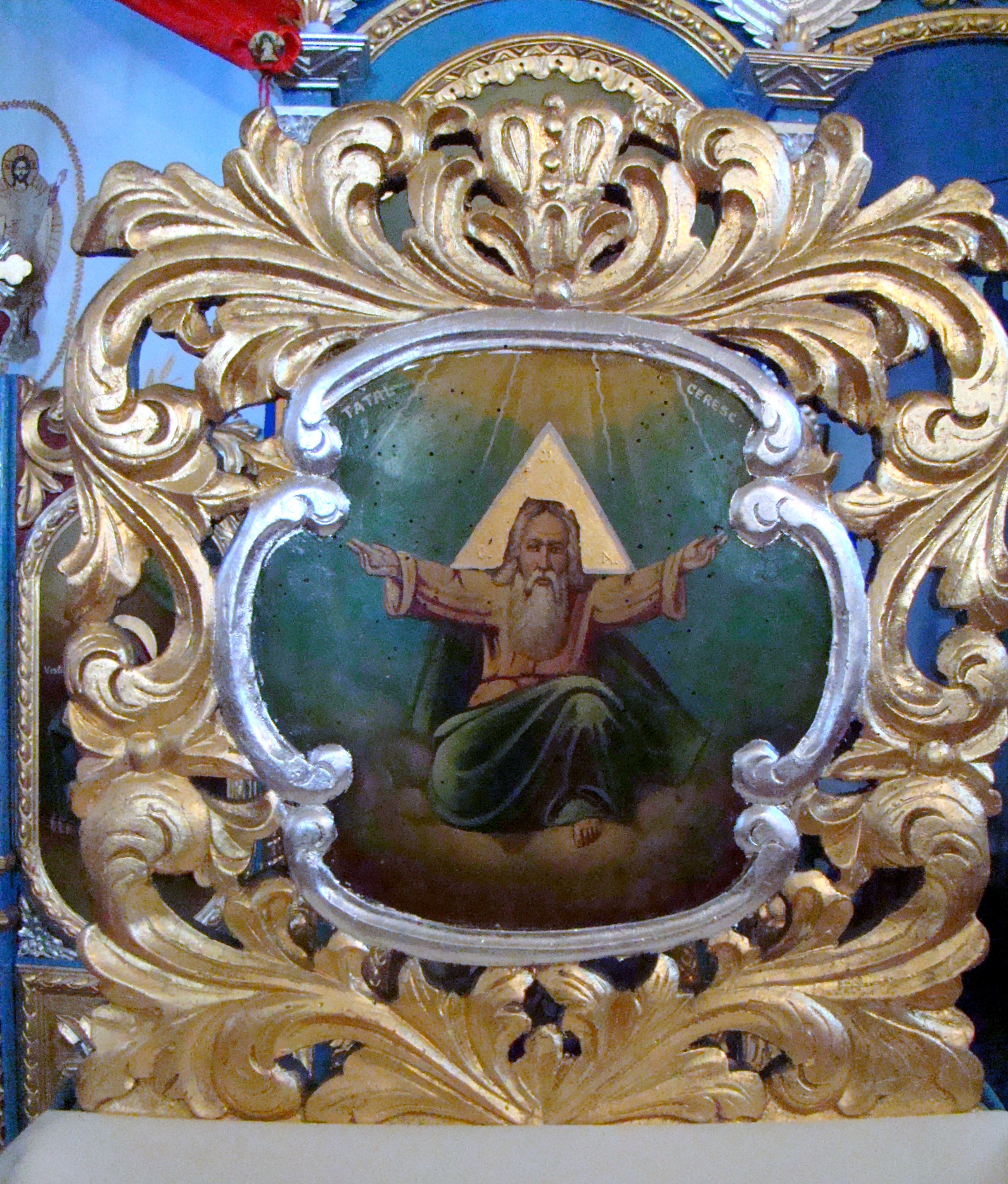
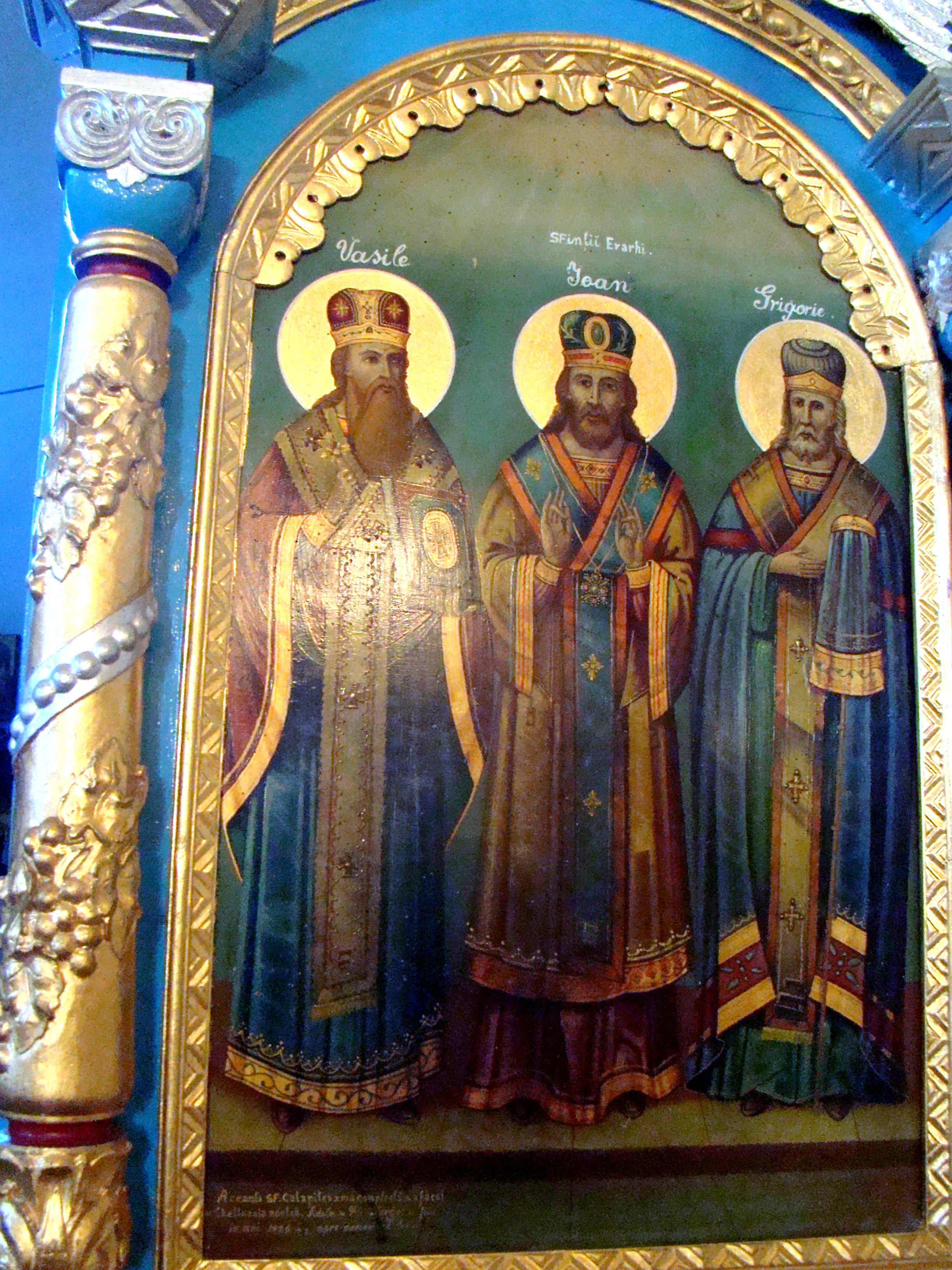
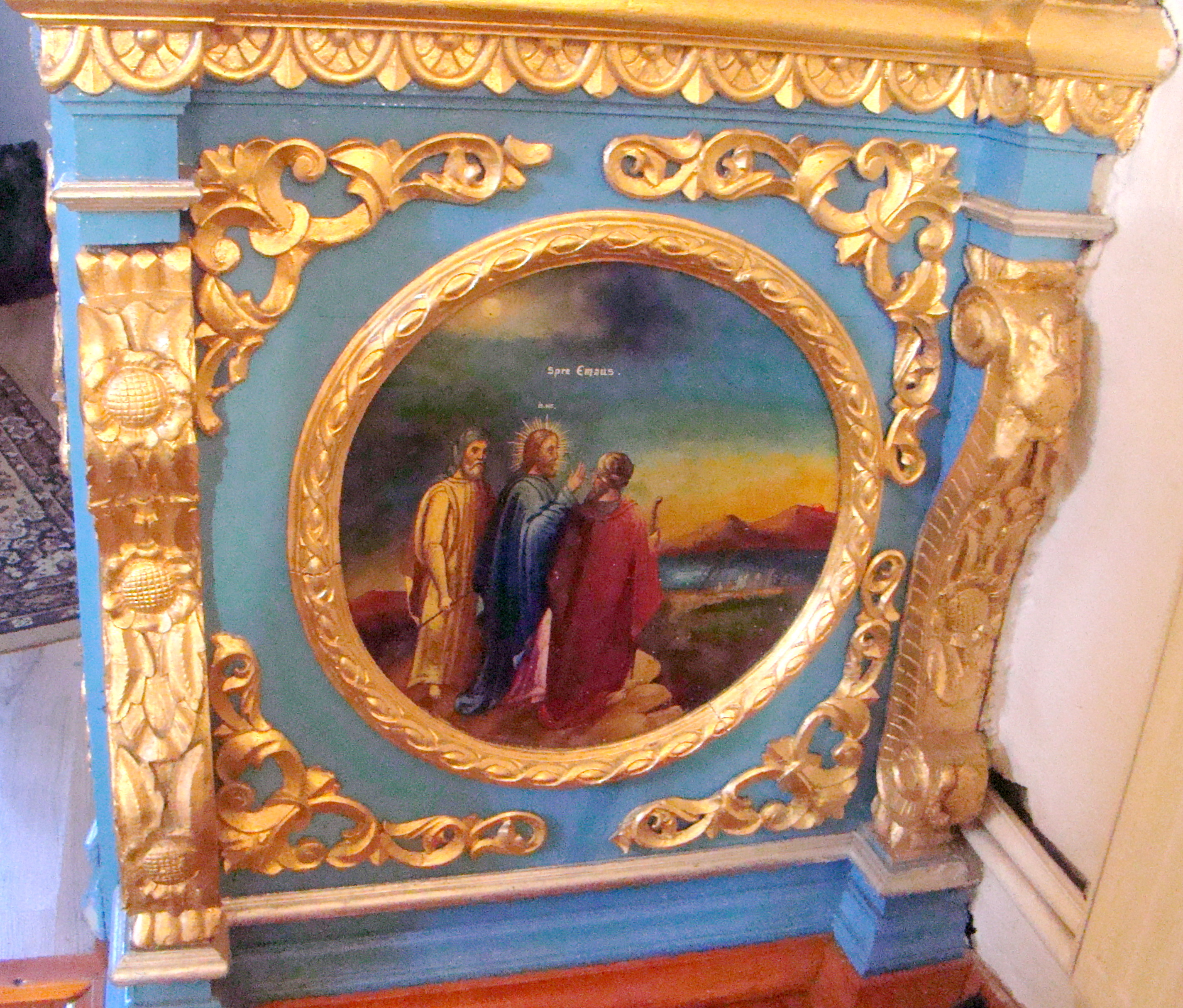
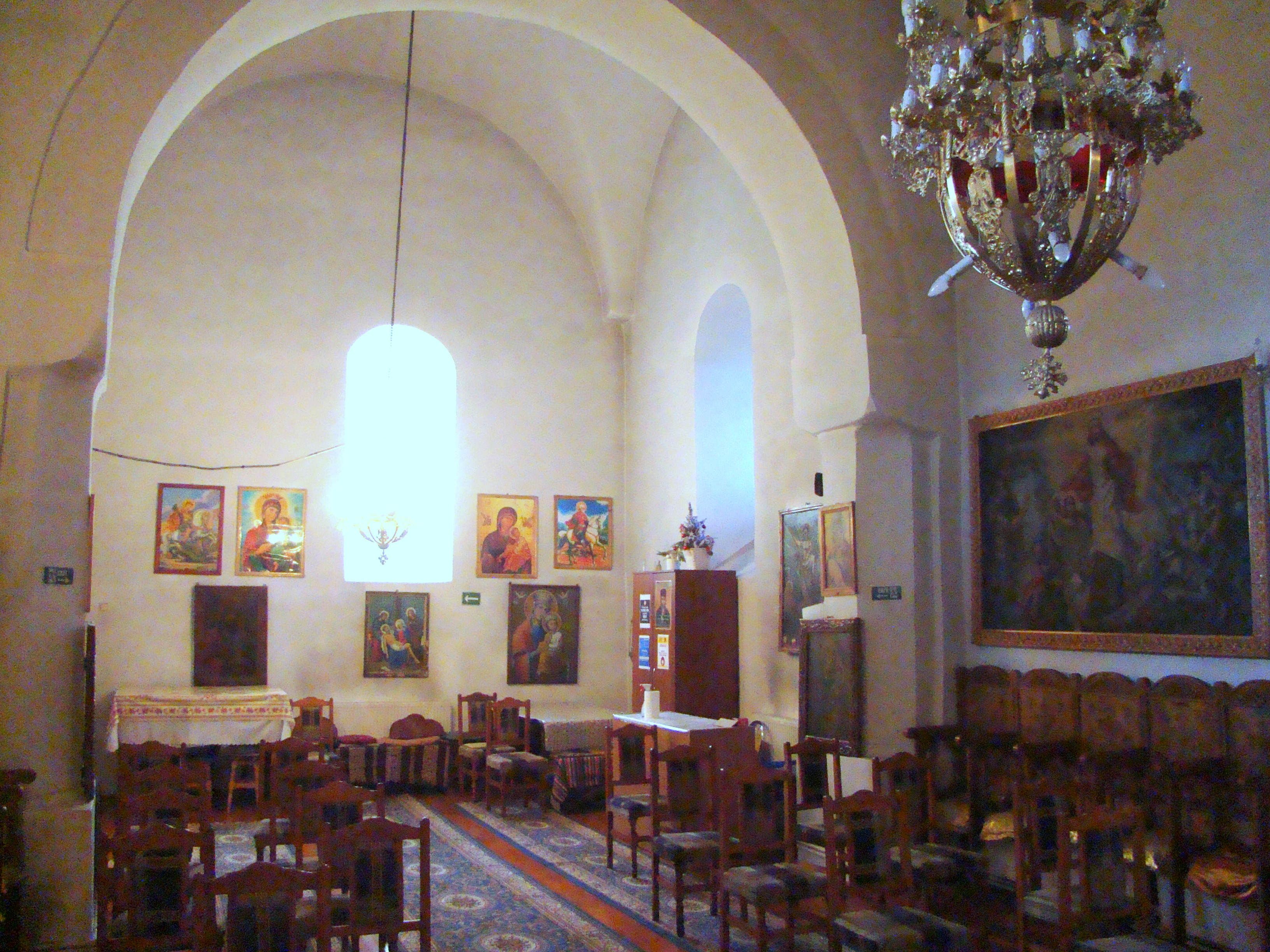
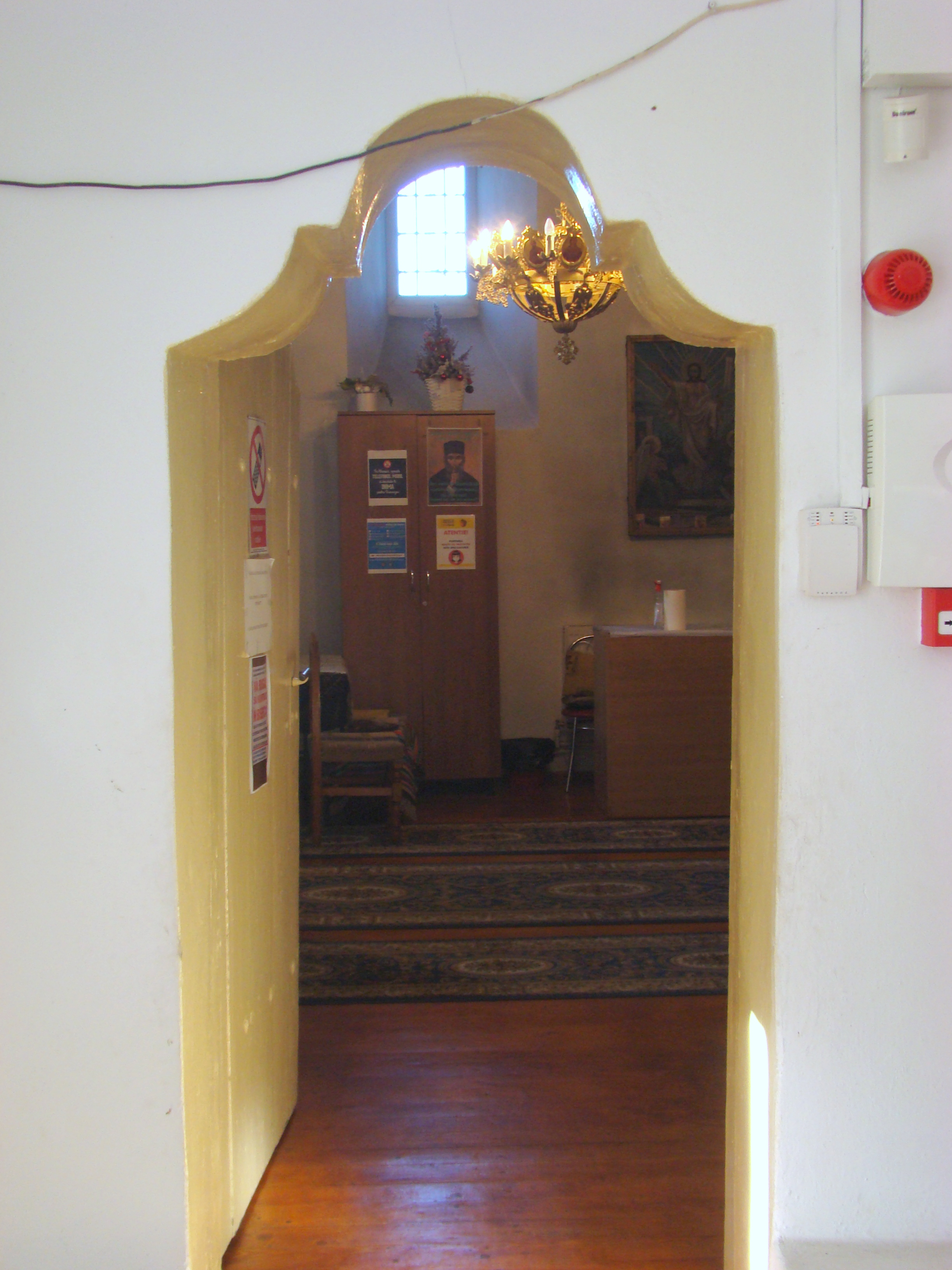
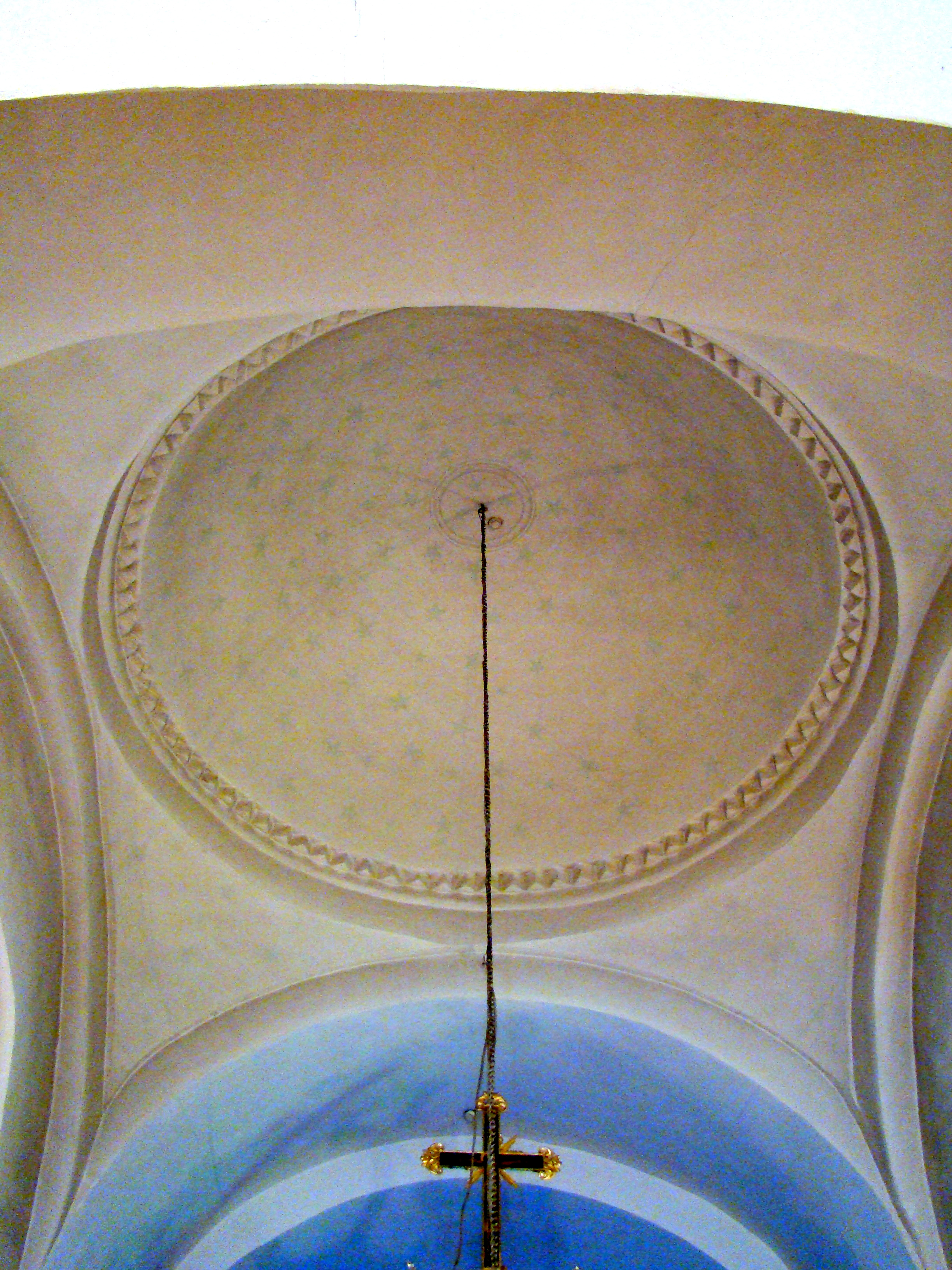
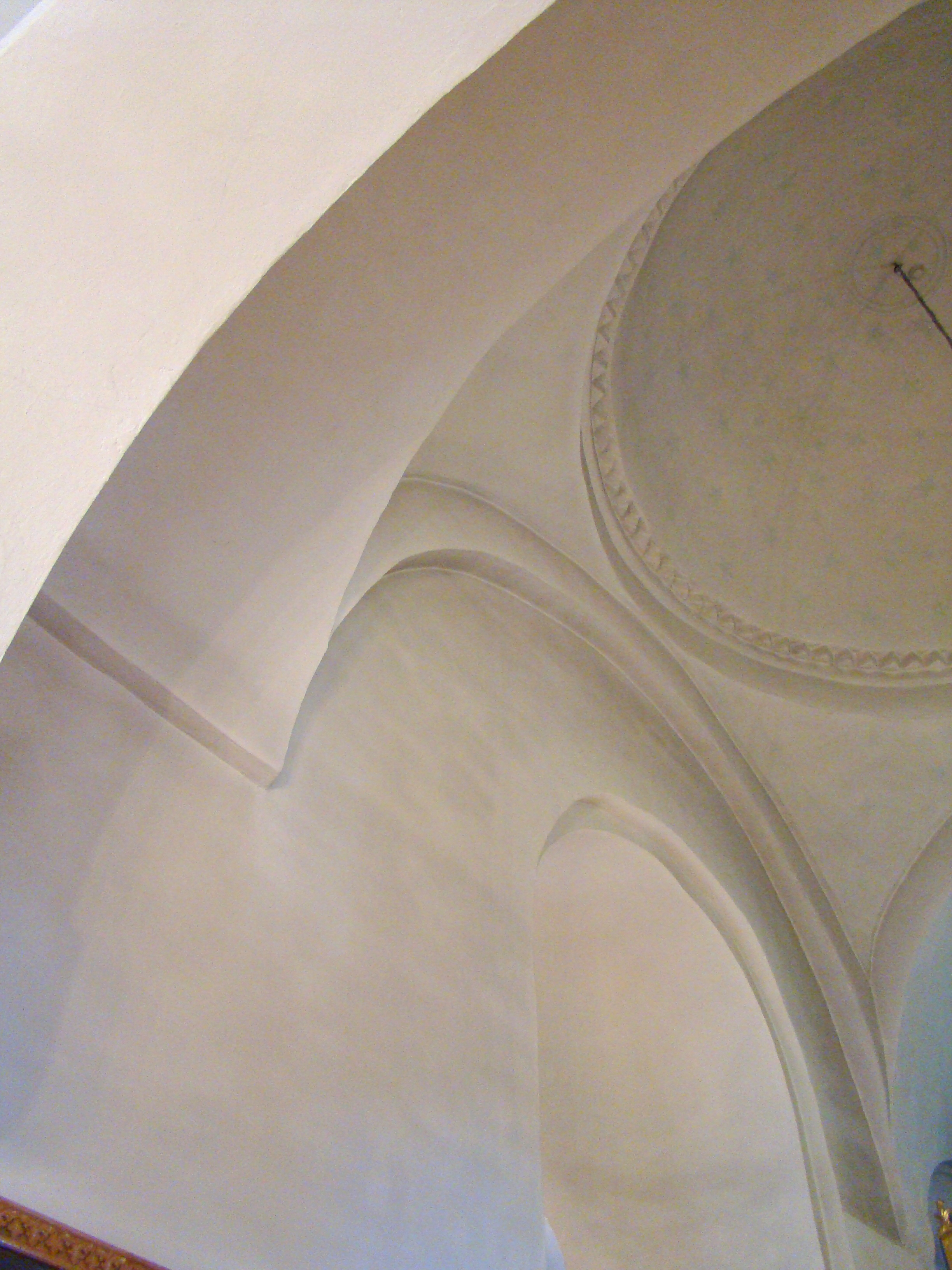
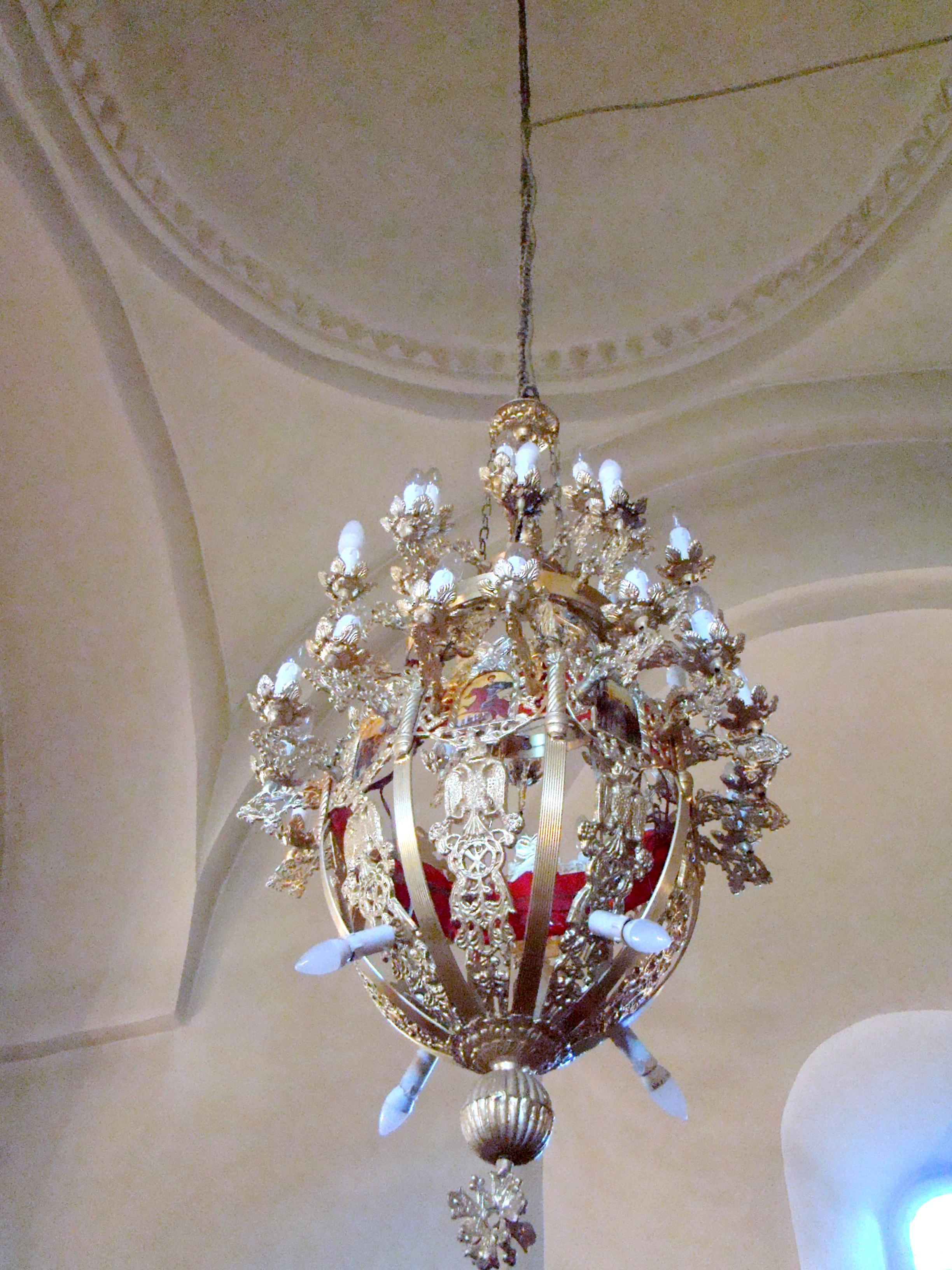
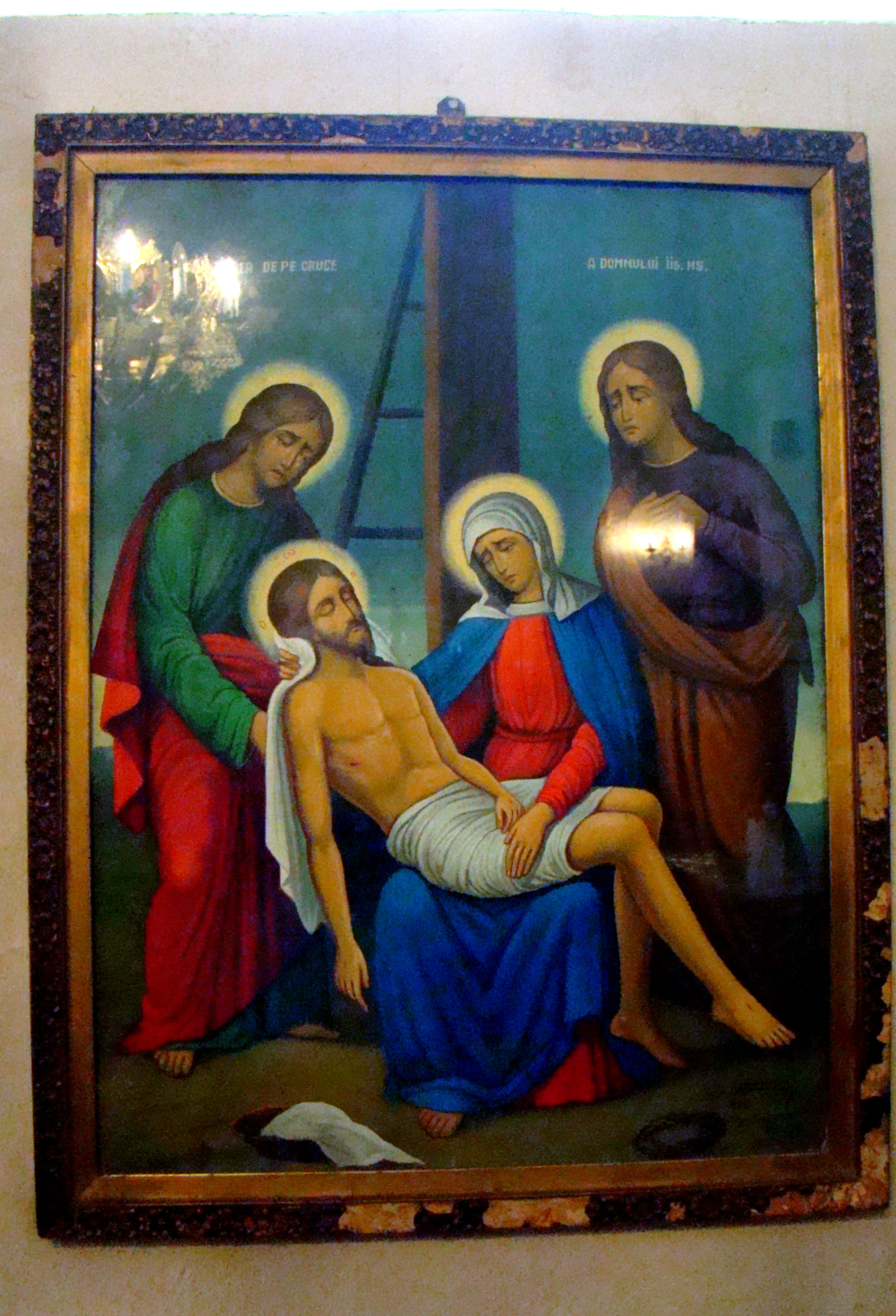
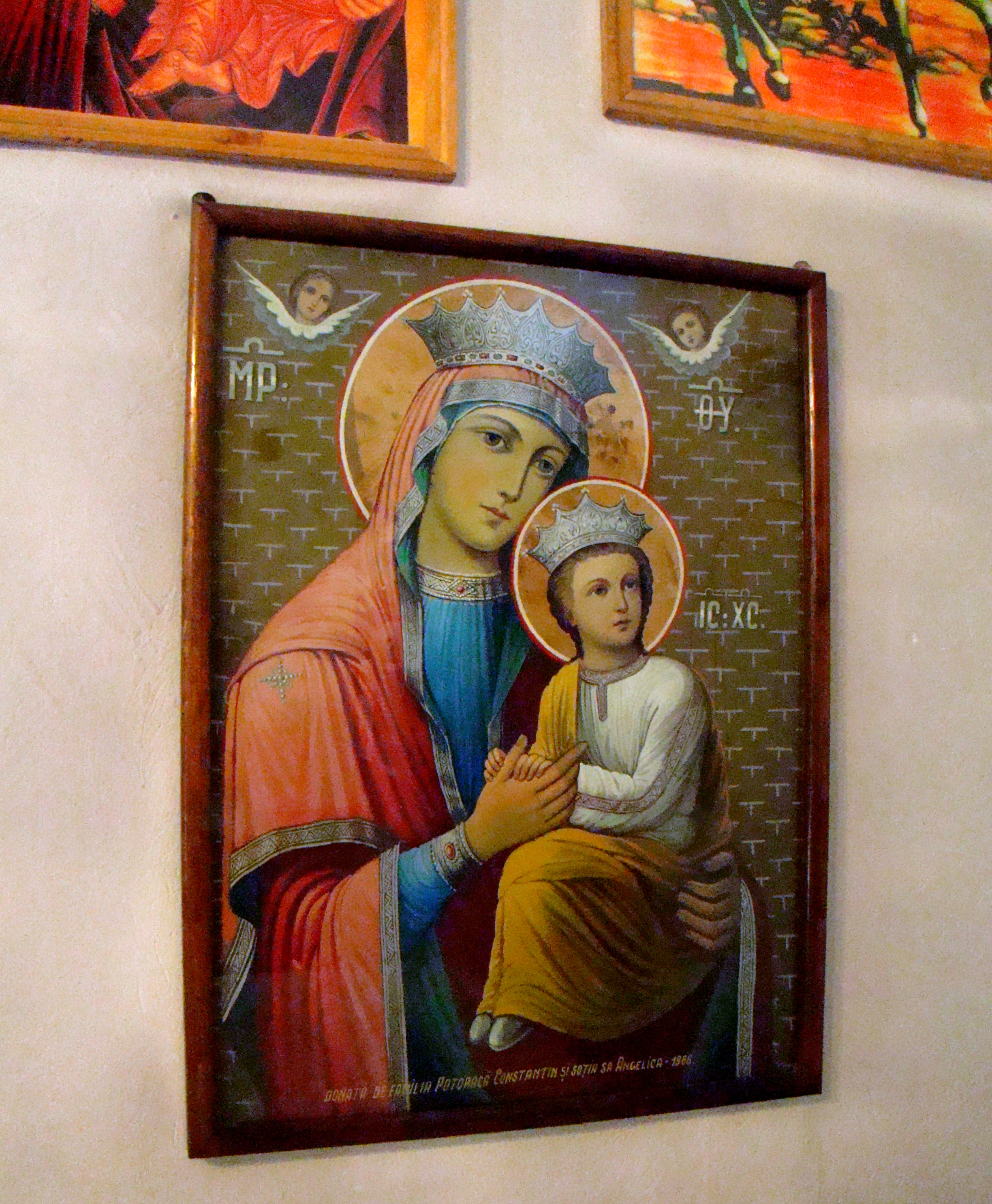
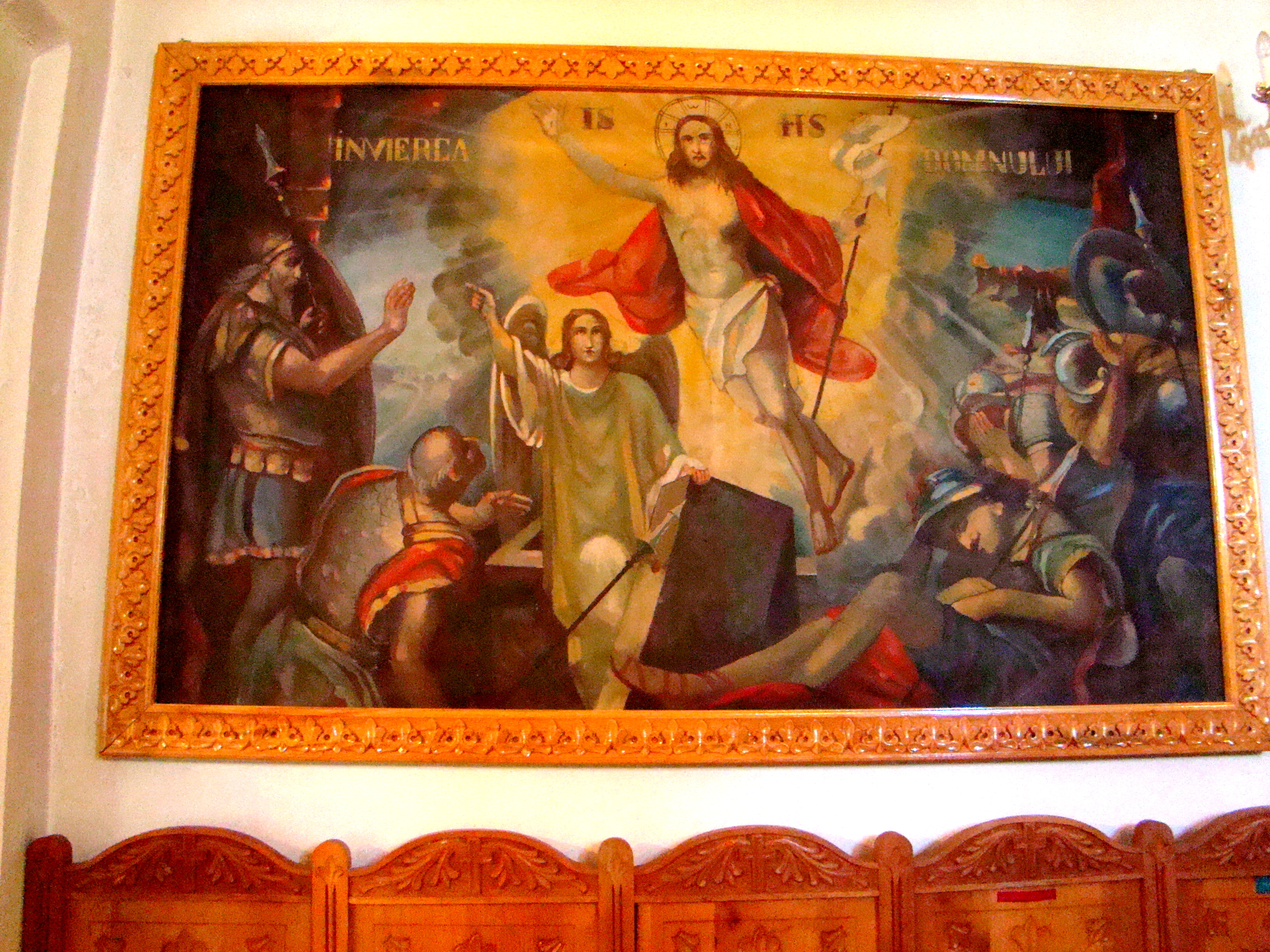
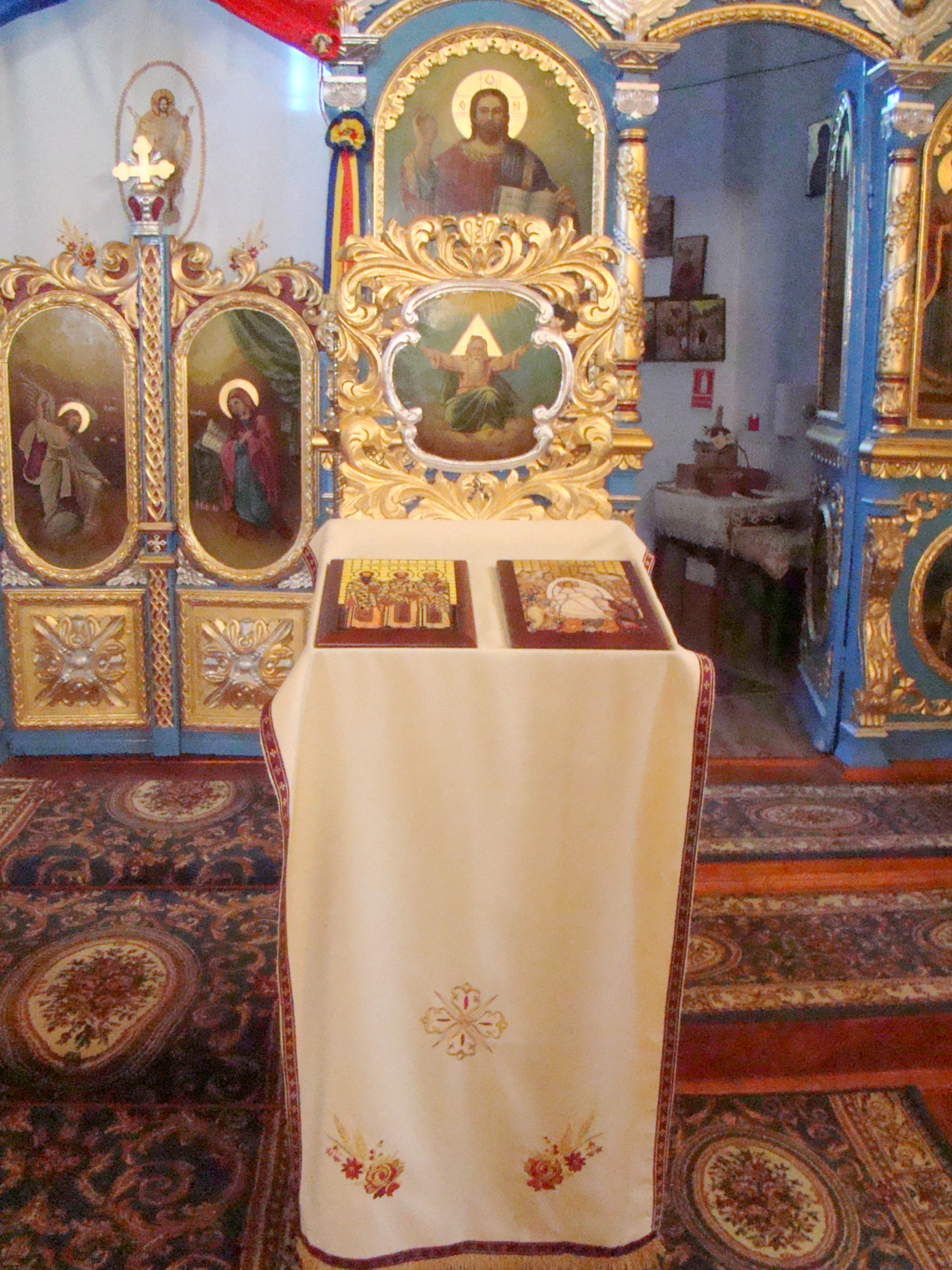
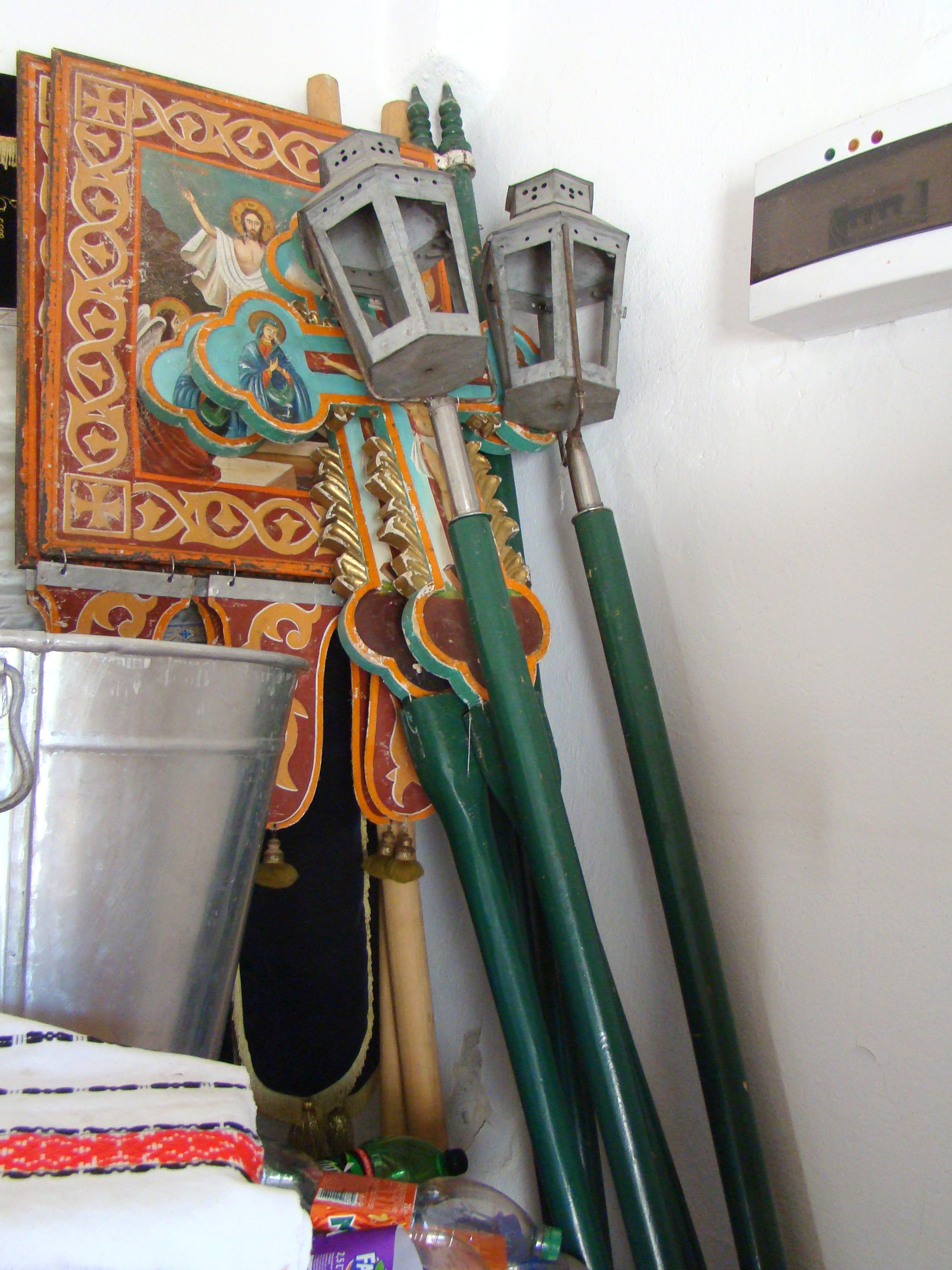
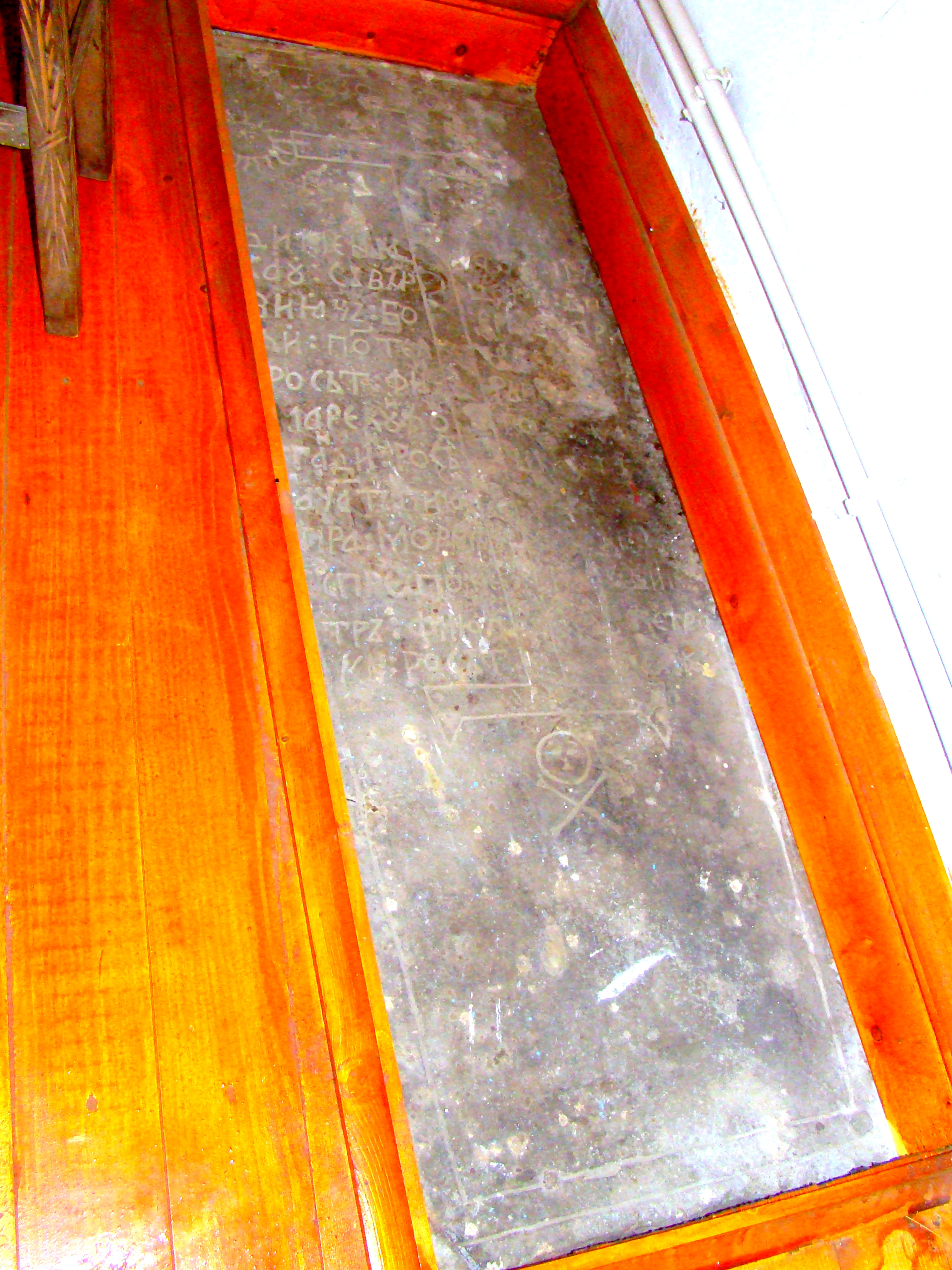
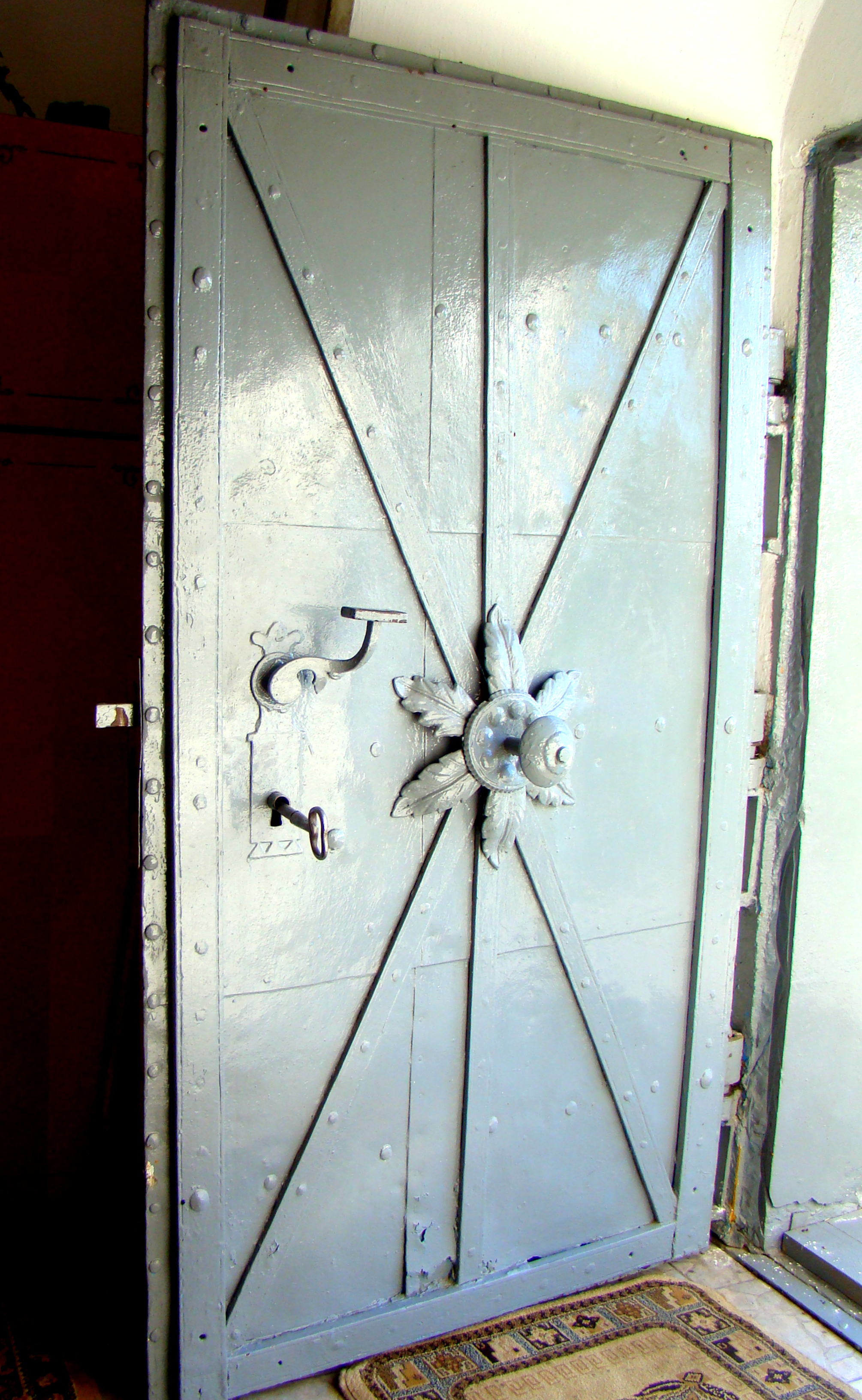